# Villa Nichesola-Conforti
Villa Nichesola-Conforti è uno degli esempi più significativi di villa rinascimentale in Valpolicella. L’interno conserva tre sale affrescate con soggetti mitologici dal pittore veronese Paolo Farinati (1524-1606).
Il complesso è situato in Ponton di Sant’Ambrogio di Valpolicella (Verona), a poche centinaia di metri dal fiume Adige, ed è destinato a Villa-Museo.

## Storia

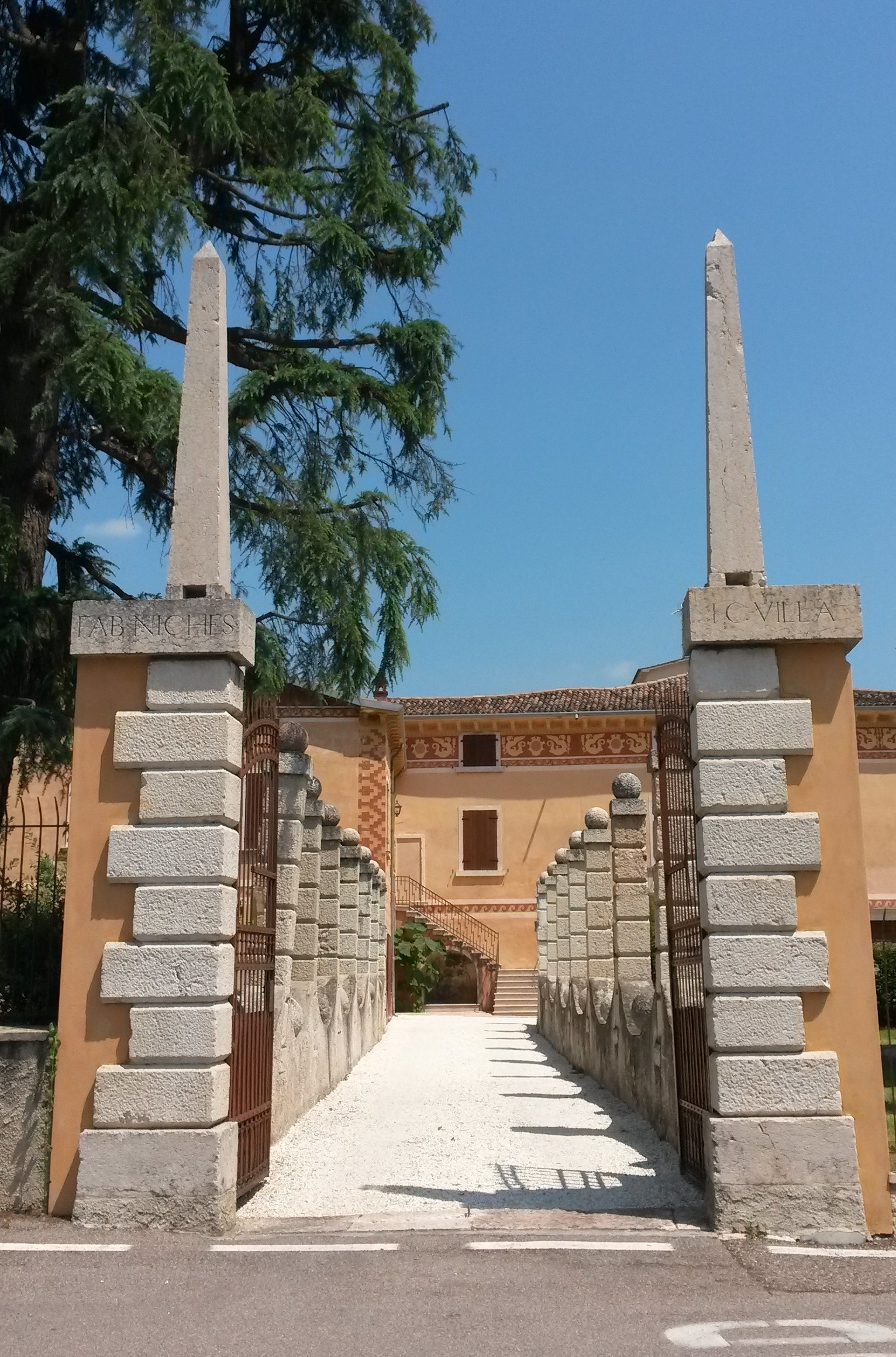
Portale ovest sormontato da obelischi e da un'iscrizione in lingua latina ("Villa del giureconsulto Fabio Nichesola").

La villa fu fatta edificare intorno al 1580-1590 dal giureconsulto veronese Fabio Nichesola (1533-1601), il cui nome abbreviato compare, sul portale ovest della villa, in un’iscrizione in lingua latina: FAB[II] NICHES[OLAE] / I[VRIS] C[ONSVLTI] VILLA (Villa del giureconsulto Fabio Nichesola).

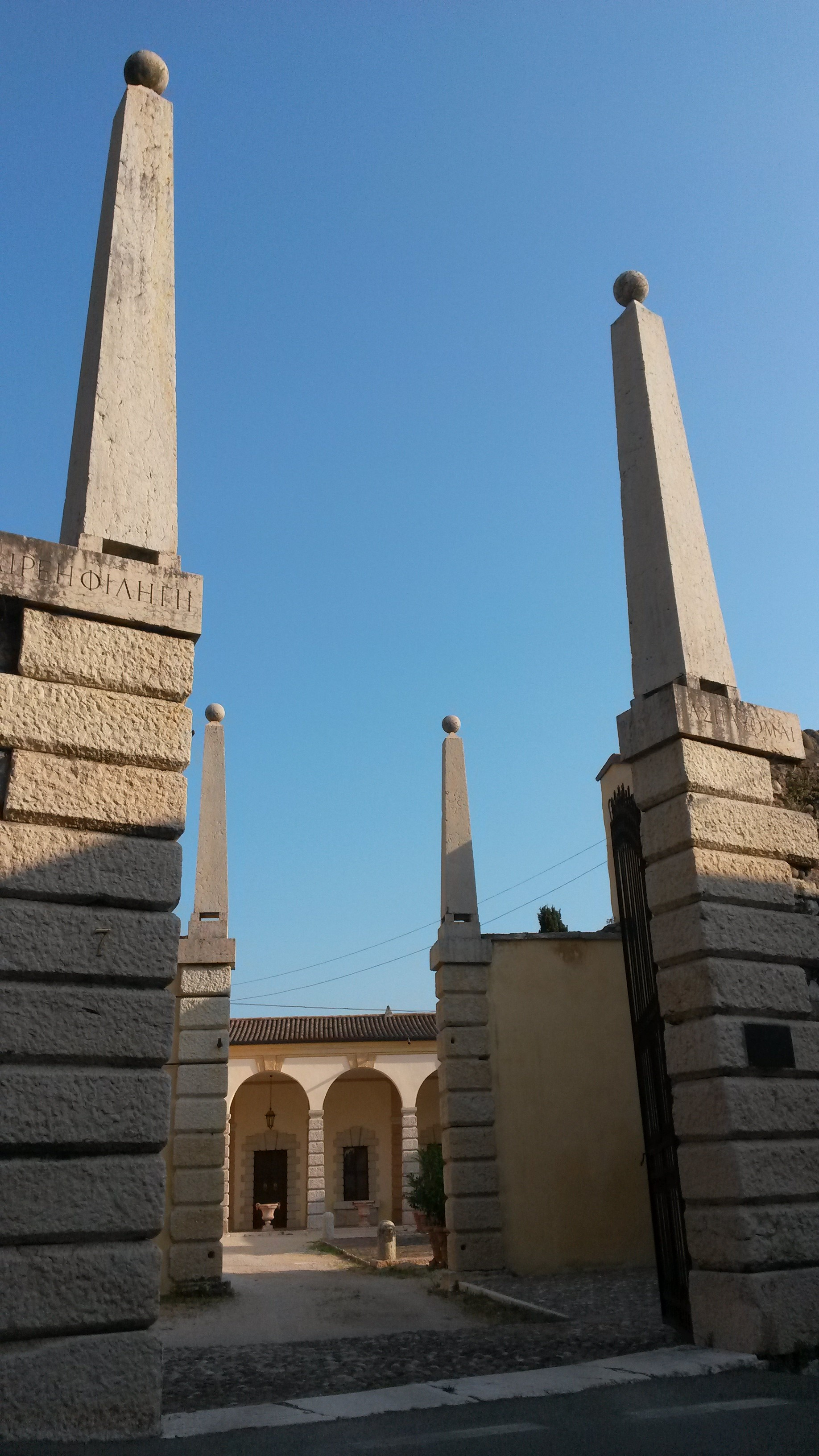
Portale nord d'ingresso alla corte (secolo XVI). Sotto gli obelischi, si trova un'iscrizione in caratteri greci ("Salve, o amata terra / ti saluto").

Altra iscrizione, ma in caratteri greci, si trova sul portale nord che immette nella corte interna: ХАІΡΕ Η ΦΙΛΗ ΓΗ / ΑΣΠΑΖΟΜΑΙ (Salve, o amata terra / ti saluto), citazione tratta dal poeta greco Menandro  (Frammenti, 13). Quest’ultima iscrizione prefigura la funzione di luogo di riposo dalle occupazioni cittadine e di ritrovo umanistico che la villa ebbe grazie, soprattutto, a Cesare Nichesola (1556-1612), figlio di Fabio, che fu canonico della cattedrale di Verona e collezionista di antichità. A Cesare Nichesola si deve la creazione, sul finire del Cinquecento, di un orto botanico e di una raccolta comprendente epigrafi e svariati frammenti di antichità, che fecero del complesso una villa-museo.
L’orto botanico, disposto sui due terrazzamenti del giardino, contava circa 140 piante rare, tra cui alcune provenienti dall’isola di Creta e dall’Egitto, che Cesare Nichesola aveva radunato grazie anche alla collaborazione di alcuni naturalisti dell’Orto Botanico dell’Università di Padova.
La collezione di antichità di Cesare Nichesola comprendeva più di sessanta epigrafi latine e due greche. Alla morte del Nichesola, nel 1612, le epigrafi furono trasferite, su mandato dei Rettori veneti, nel cortile dell’Accademia Filarmonica di Verona, e nel Settecento esse andarono a costituire il nucleo originario dell’odierno Museo Lapidario Maffeiano di Verona.
Estintasi, con Cesare Nichesola, la dinastia familiare, la villa fu acquistata nel 1641 dal veneziano Sebastiano Michiel, da cui pervenne per via ereditaria, nel 1683, a cinque fratelli Mocenigo: Alvise, Giovanni, Sebastiano (doge di Venezia dal 1722 al 1732 col nome di Alvise III), Leonardo e Antonio.
Nel 1732, nella sua Verona illustrata, l’erudito veronese Scipione Maffei lodò la villa “perché coperta dentro, e fuori a fresco di chiaroscuri di Paolo Farinato, con dolci e graziose tinte, e con perfettissimi disegni”.
Nel 1798, all’indomani della caduta della Repubblica di Venezia (1797), Alvise Mocenigo (fondatore del villaggio agrario di Alvisopoli, Venezia) vendette la villa al possidente veronese Lorenzo Butturini.

## Danneggiamenti e restauri
Negli anni 1944 e seguenti (durante e dopo la Seconda guerra mondiale) si verificarono il crollo del soffitto della Loggia e di parte del soffitto a volta della Sala Divinità. In conseguenza dell’occupazione militare della villa (1943-1945) e della successiva incuria, anche gli affreschi del Farinati subirono danni.
Un primo restauro degli affreschi fu effettuato nel 1963 a cura dell’Ente Ville Venete.
Nel 2014 furono ricostruiti il soffitto della Loggia e le parti crollate della volta della Sala Divinità.
Nel 2016 fu eseguito un nuovo e completo restauro degli affreschi del Farinati (Sala Divinità, Sala Verde e Sala Rossa). Nel medesimo anno fu restaurata la facciata della Grotta-Ninfeo. Il restauro comprese anche la ricostruzione di una porzione di facciata demolita nella prima metà del Novecento.

## Architettura

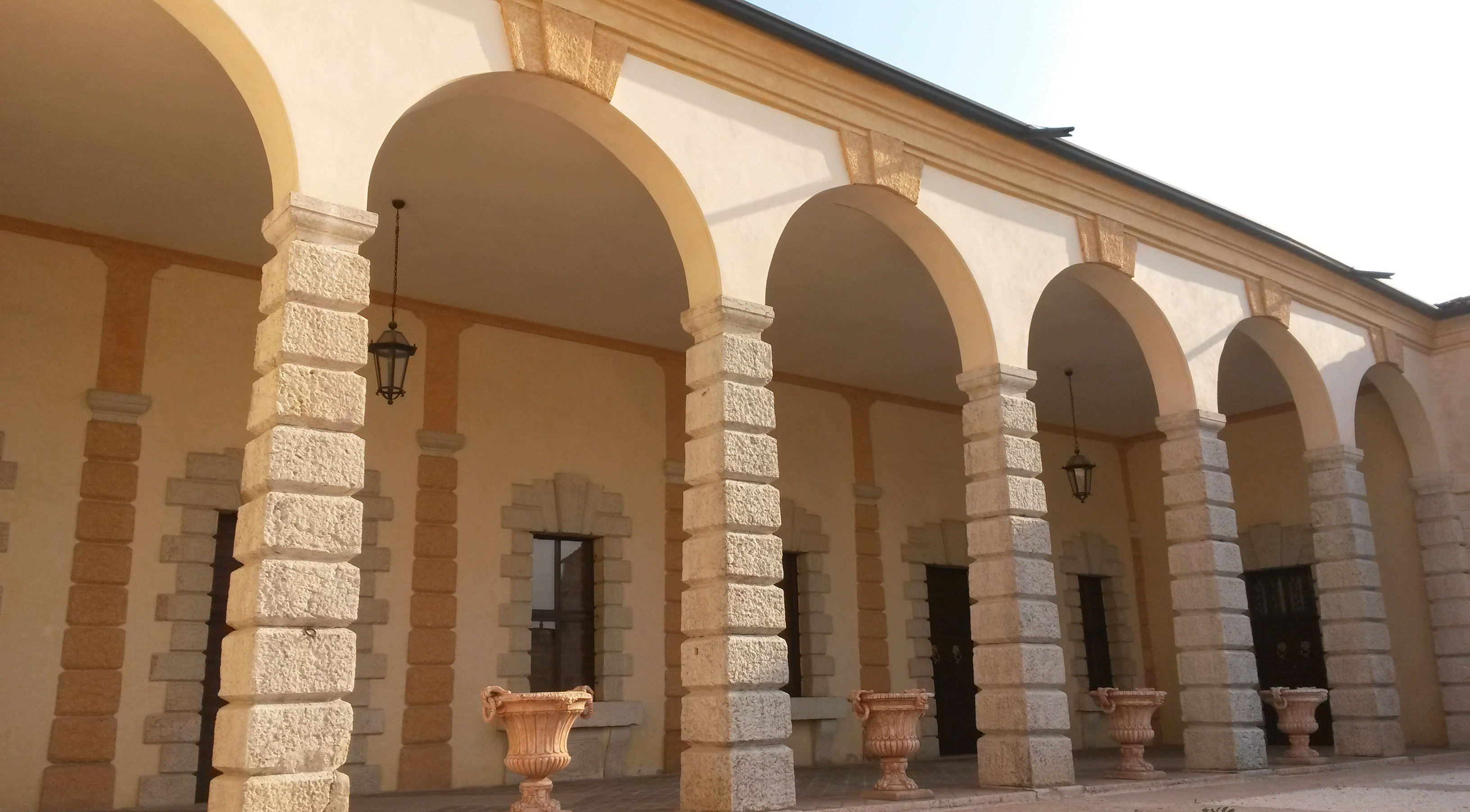
Loggia affacciata sulla corte interna, 1580-1590 circa (restaurata nel 2014). L'uso del bugnato rustico, nei pilastri, nelle cornici di porte e finestre e nelle lesene, doveva dare all'edificio il carattere di rinascita della romanità.

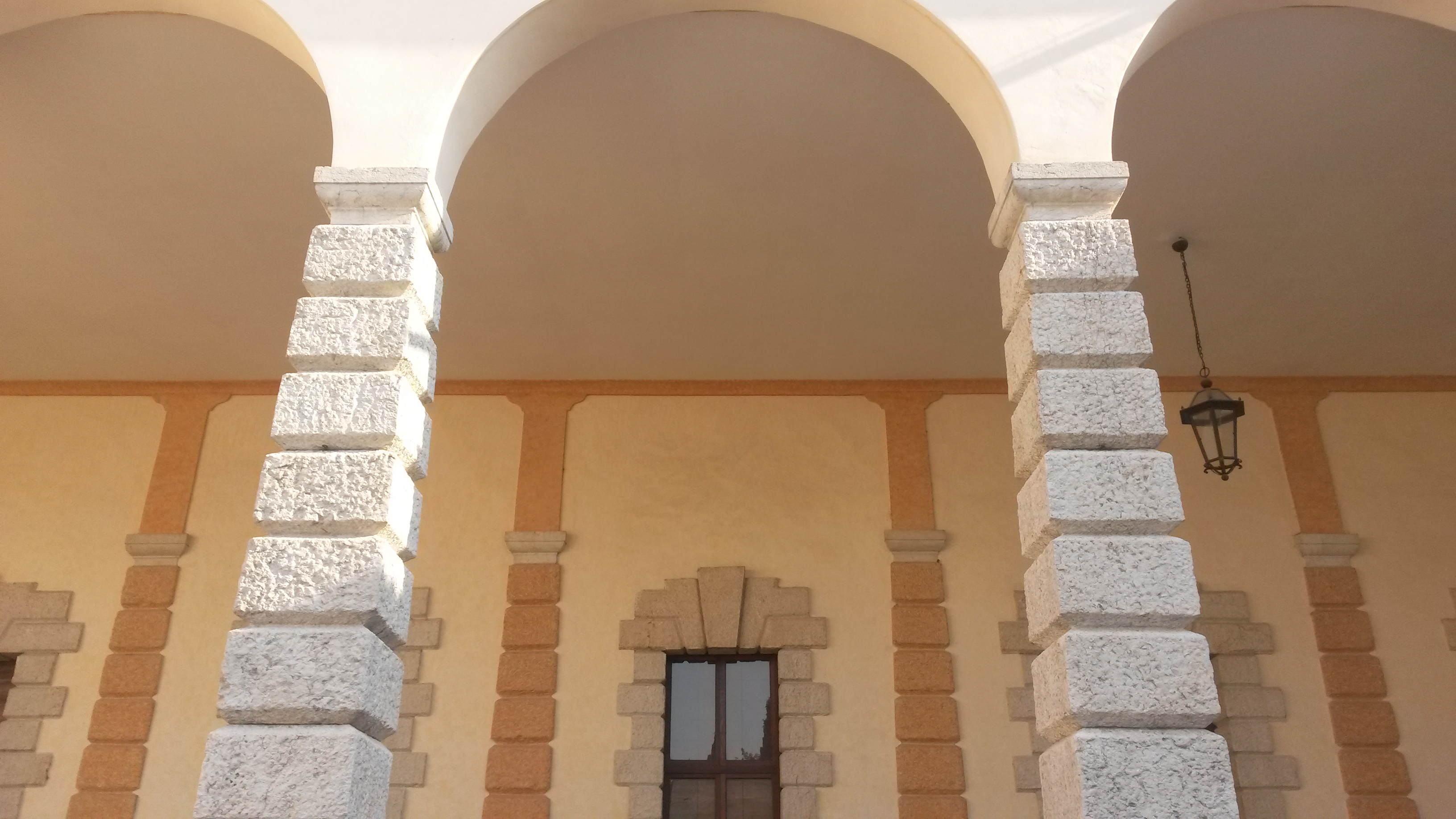
Loggia (particolare), 1580-1590 circa (restaurata nel 2014). Sul finire del Cinquecento, il canonico Cesare Nichesola aveva destinato la Loggia a funzioni museali.

Diversamente dal modello tipico delle ville venete, villa Nichesola-Conforti si rifà allo schema classico dell’edificio a corte chiusa con giardino retrostante.
Dal portale nord, che riprende il motivo antico degli obelischi, si accede a un primo cortile e da questo alla corte interna, attorno alla quale si sviluppano gli edifici. Tra di essi spicca, sul lato opposto all'ingresso, la Loggia terrena, composta di sei arcate su pilastri rastremati in bugnato rustico, nella quale principalmente si evidenzia l’influsso del maggiore architetto veronese del Cinquecento, Michele Sanmicheli (1484-1559).
Ma sia nell’impianto generale della villa, sia negli accostamenti tra parti rustiche e parti levigate, si avverte anche l’influsso delle opere mantovane di Giulio Romano, come palazzo Te.
La stretta integrazione tra architettura e pittura (le finte architetture dipinte da Paolo Farinati ricoprivano anche gli esterni dell’edificio) ha inoltre suggerito di attribuire l’intera progettazione della villa al medesimo pittore-architetto, Paolo Farinati.
Dietro la Loggia, si estende l’infilata prospettica di quattro sale, coperte da soffitti a volta con vele e lunette, di cui tre affrescate dal Farinati. Dalla sala più grande (Sala Divinità) si accede al giardino.

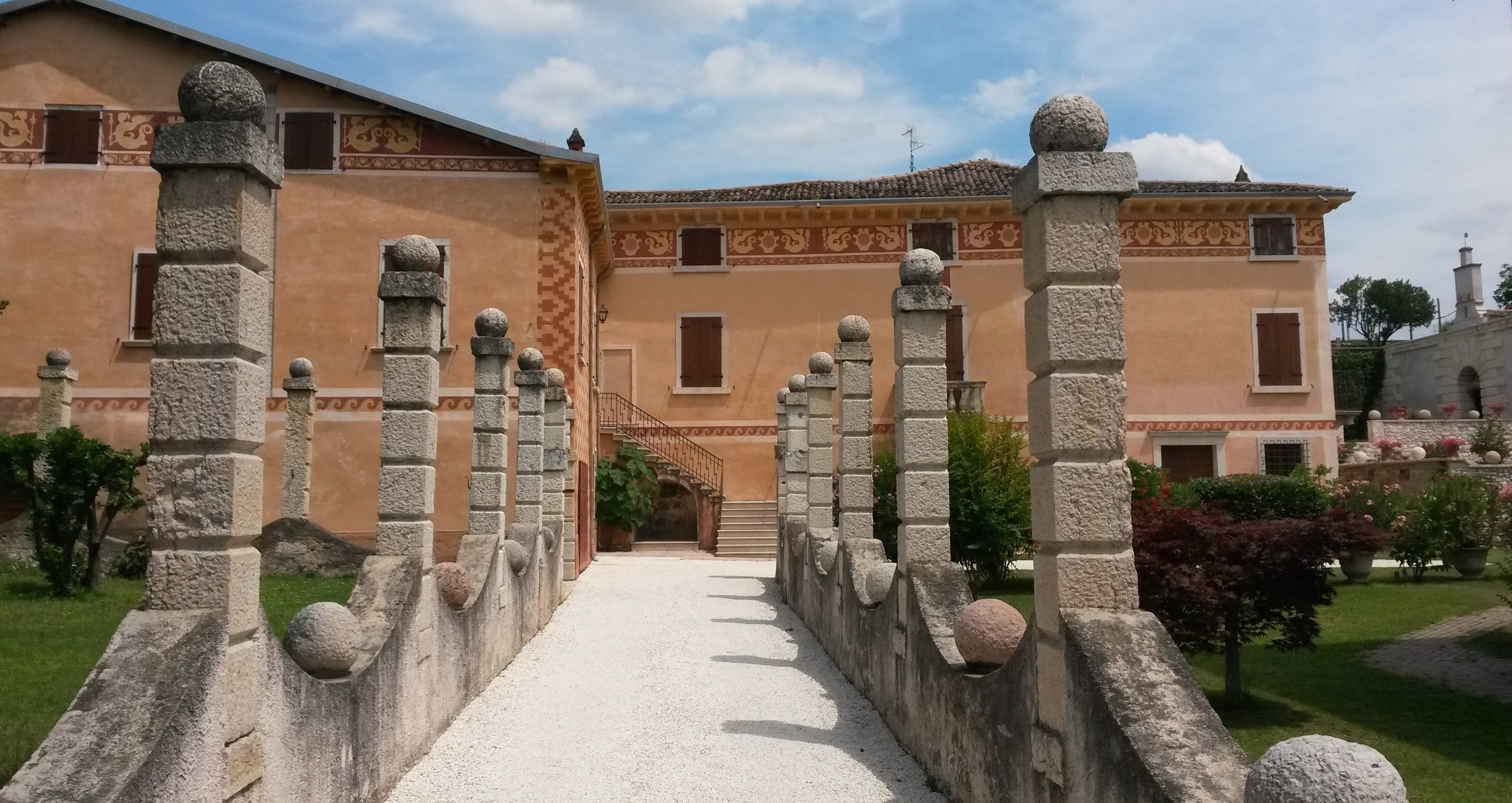
Viale d'ingresso, lato ovest.
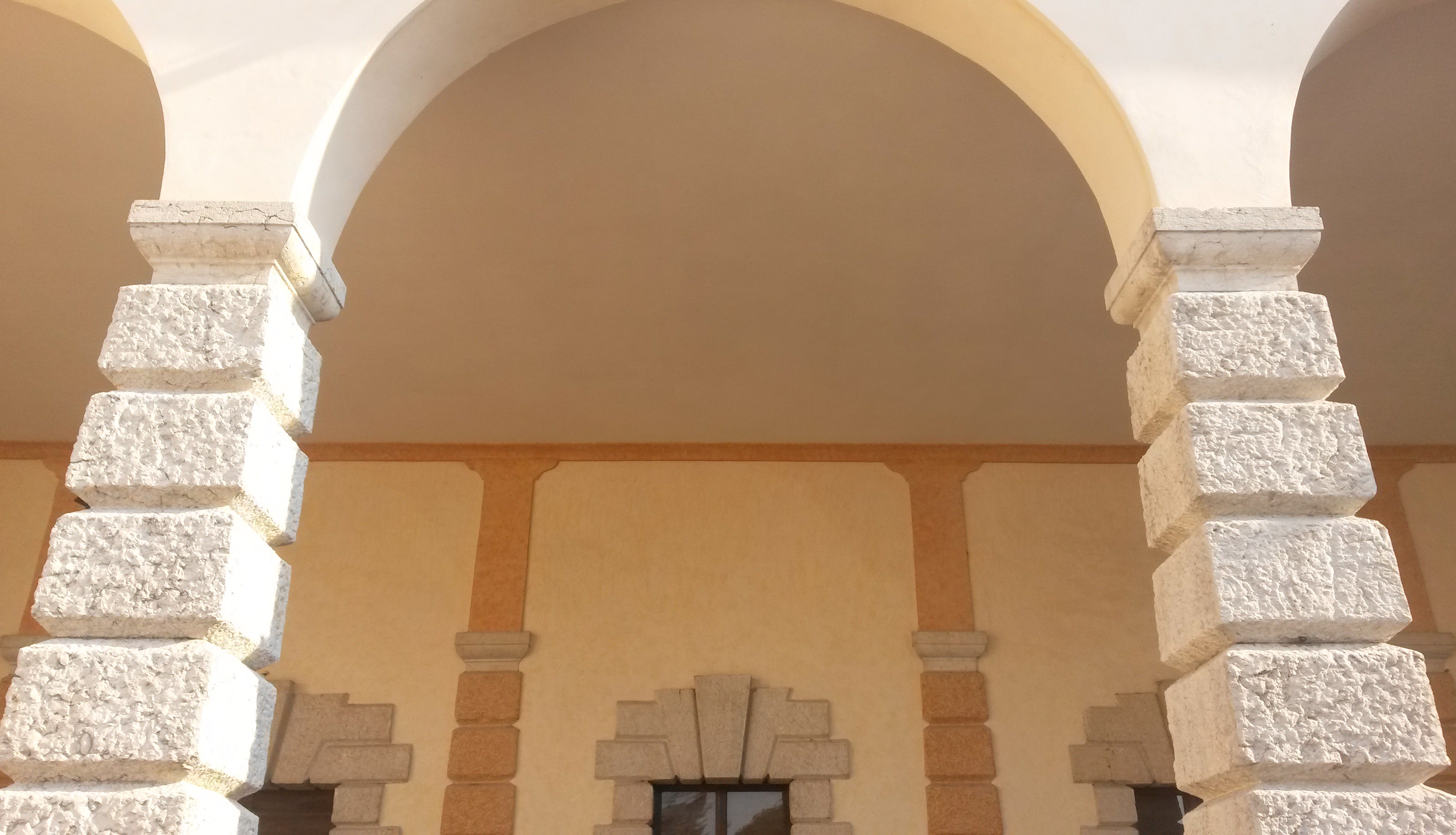
Loggia (particolare), 1580-1590 (restaurata nel 2014).
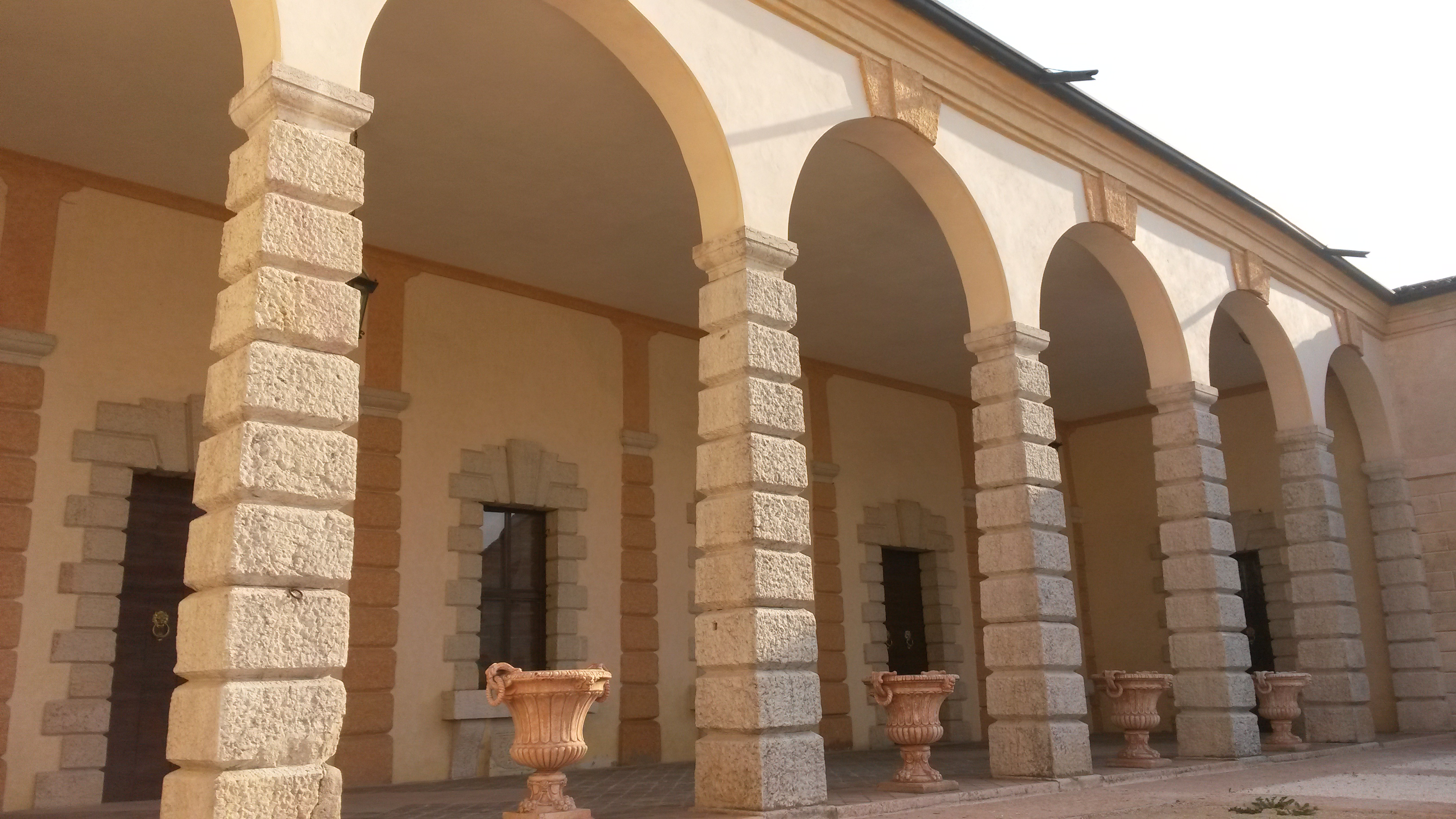
Loggia in bugnato rustico (1580-1590). Scuola di Michele Sanmicheli.

## Giardino e Grotta-Ninfeo

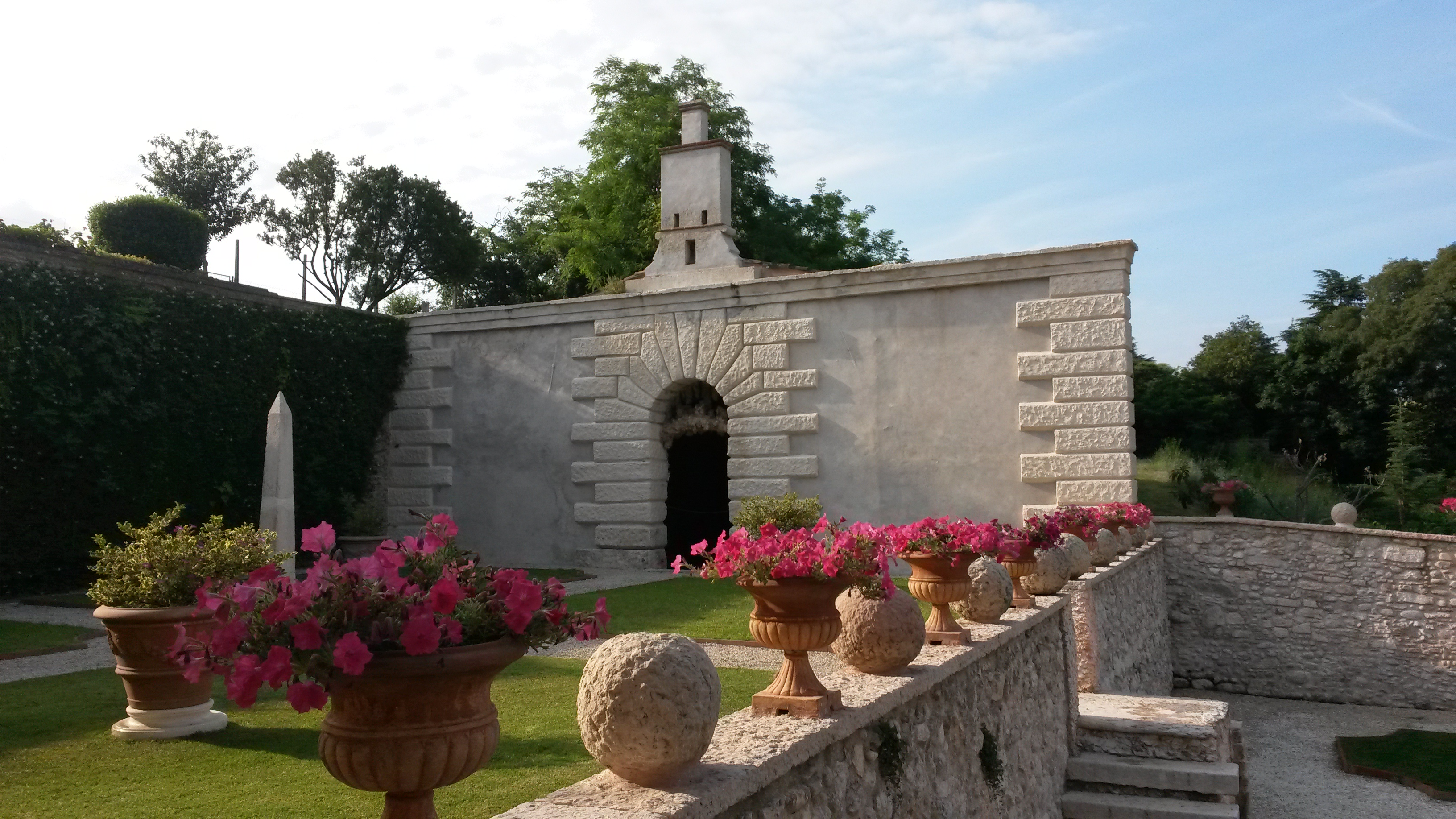
La Grotta-Ninfeo affacciata sul terrazzamento superiore del giardino.

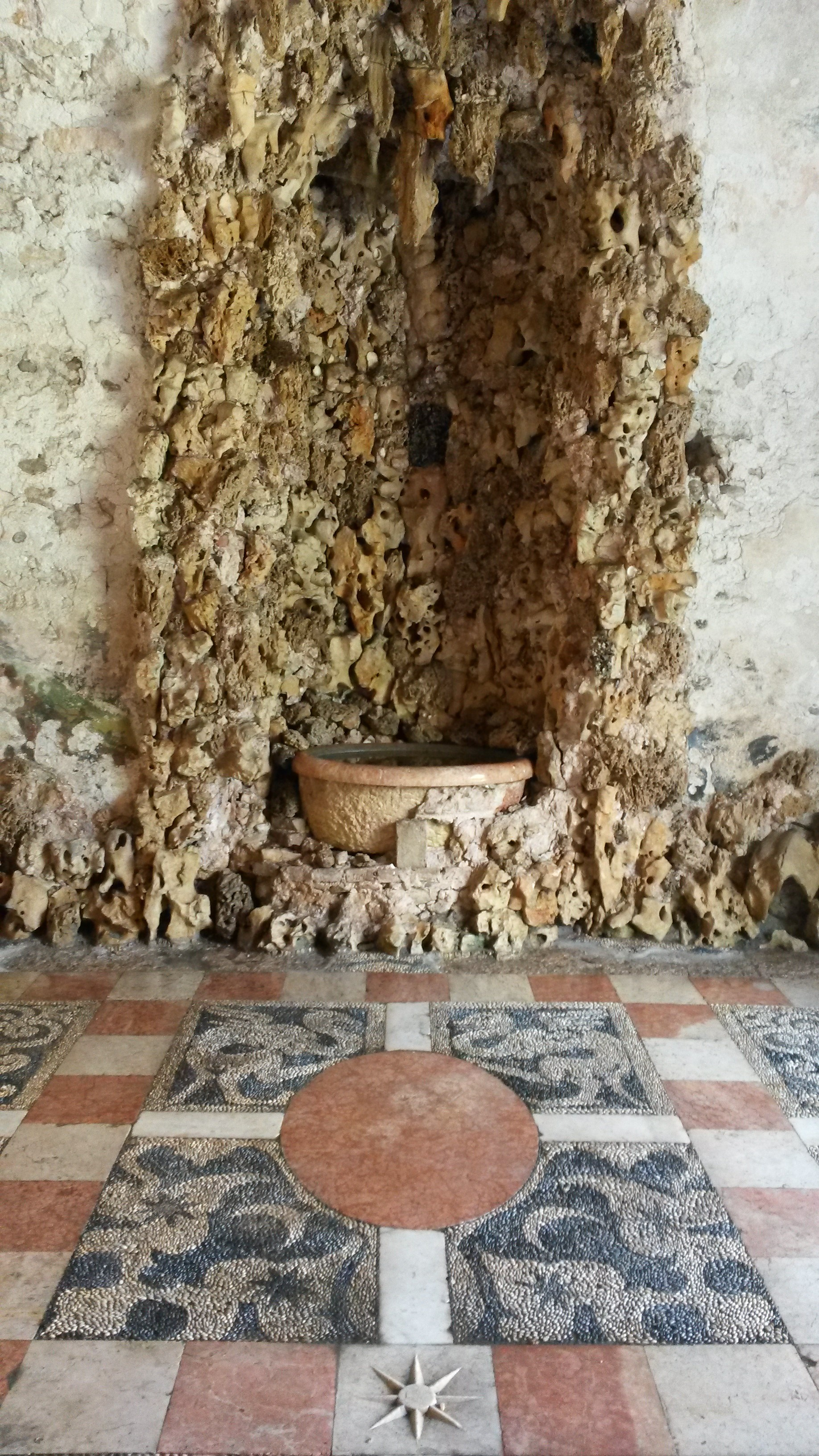
Grotta-Ninfeo (1580-1590 circa), interno, nicchia laterale e mosaico pavimentale attribuito a Paolo Farinati.

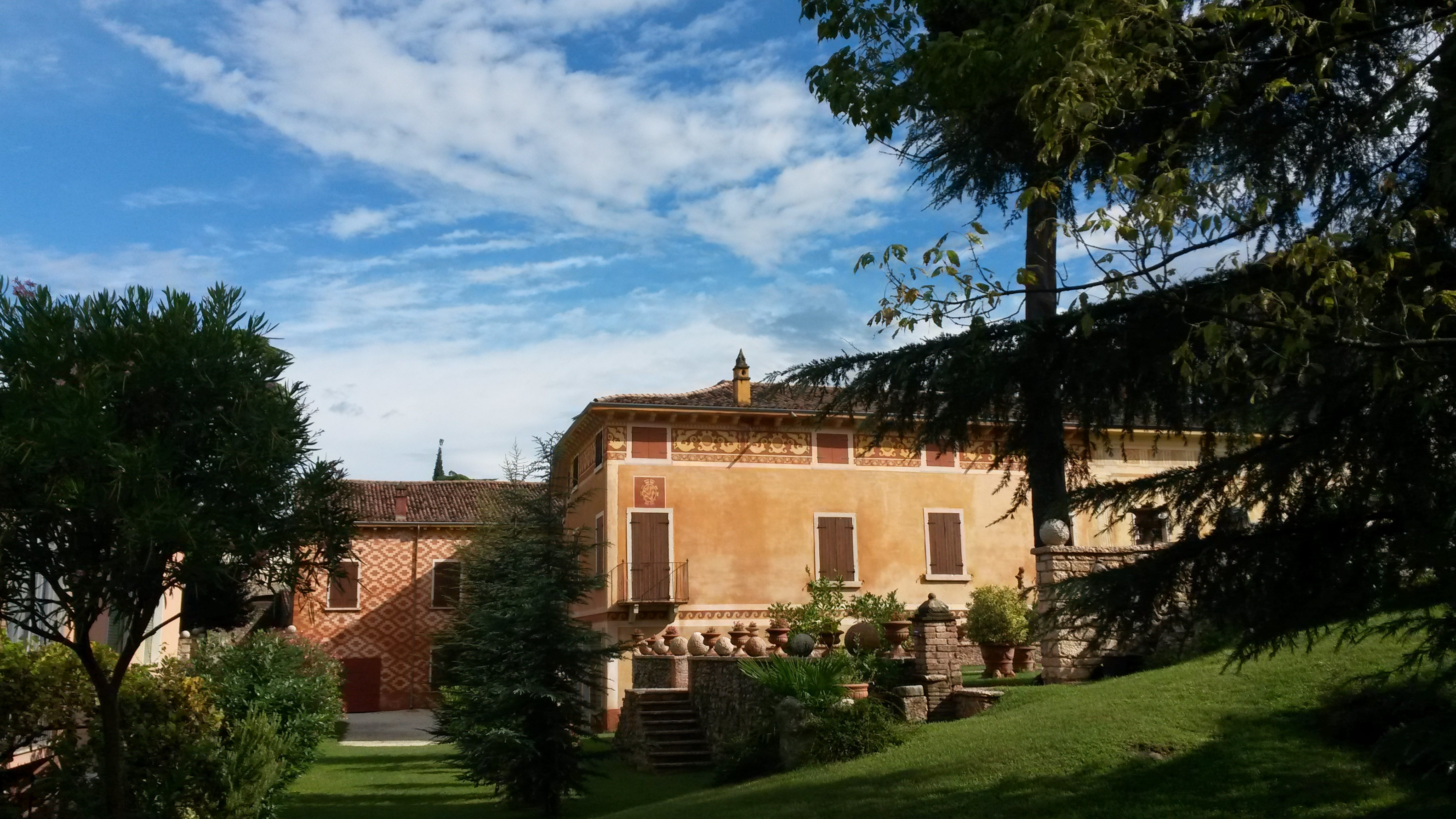
Esterno. Lato sud.

Il giardino, come da schema tipico del giardino all'italiana del Rinascimento, si compone di due piani terrazzati collegati da scale a due rampe.
Il piano superiore è chiuso su tre lati, come un “giardino segreto”, ed è delimitato a sud dalla Grotta-Ninfeo. A quest’ultimo edificio si accede per un portale ad arco, nel quale ancora viene impiegato il bugnato rustico, ma in finta pietra (calce e polvere di marmo).
La Grotta-Ninfeo si ispira agli antichi ninfei pagani consacrati alle ninfe, protettrici delle sorgenti. Dal centro del soffitto a padiglione pende un rosone di stalattiti, da cui si diramano costoloni di rocce e conchiglie, i quali vanno a formare, sulle pareti, tre nicchie su cui sono inserite vasche di marmo.
Tra le superfici rocciose sono visibili alcuni resti degli affreschi di Paolo Farinati, che simulavano archi rupestri, paesaggi bucolici e divinità delle selve.
Il pavimento marmoreo racchiude ventiquattro scomparti di mosaico, a sassolini di lago, che riproducono draghi e ornati curvilinei, probabilmente disegnati dallo stesso Paolo Farinati, come attesta un disegno, a lui attribuibile, in cui è raffigurato un settore del pavimento.

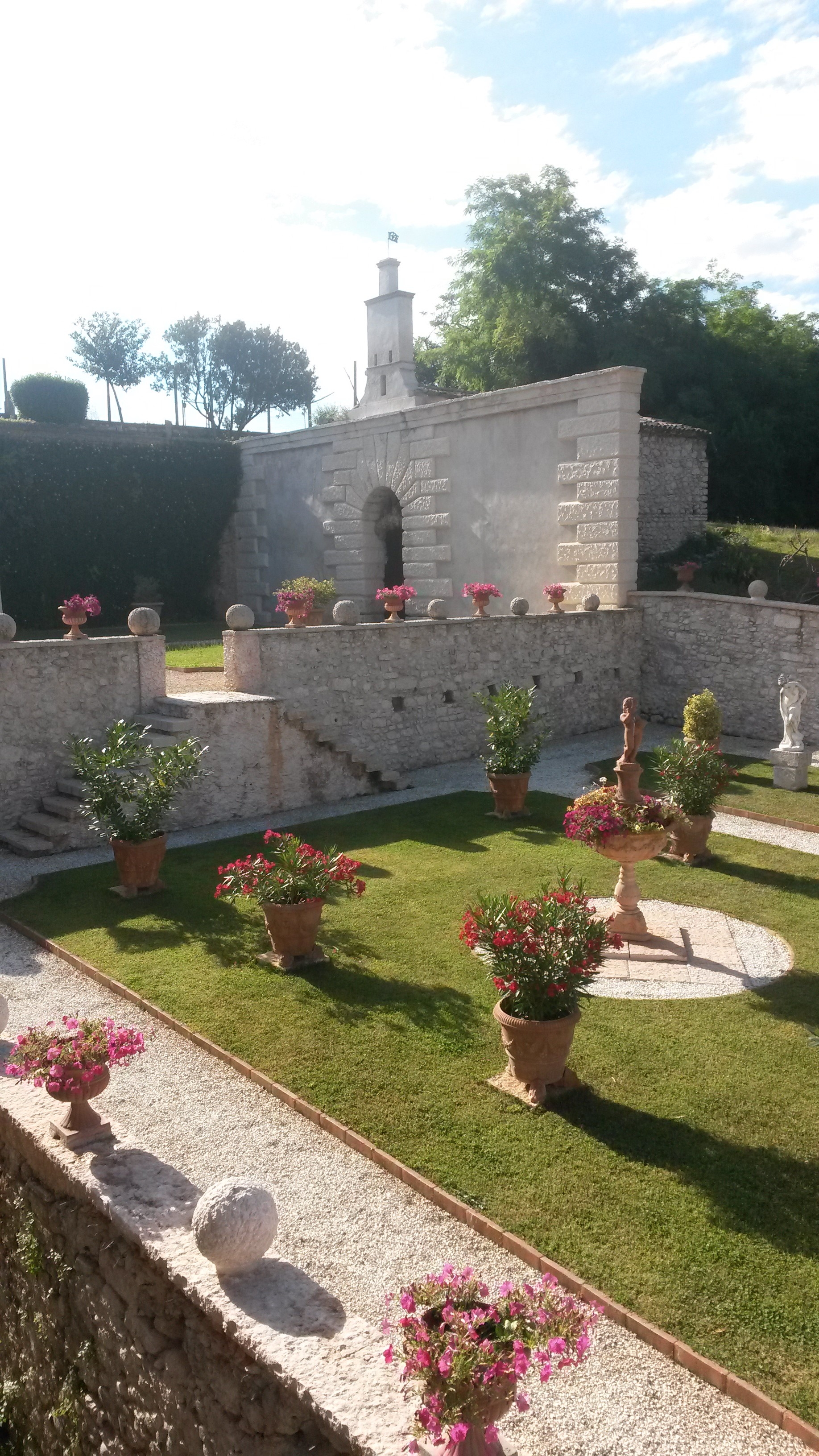
Giardino terrazzato come da schema tipico del giardino rinascimentale.
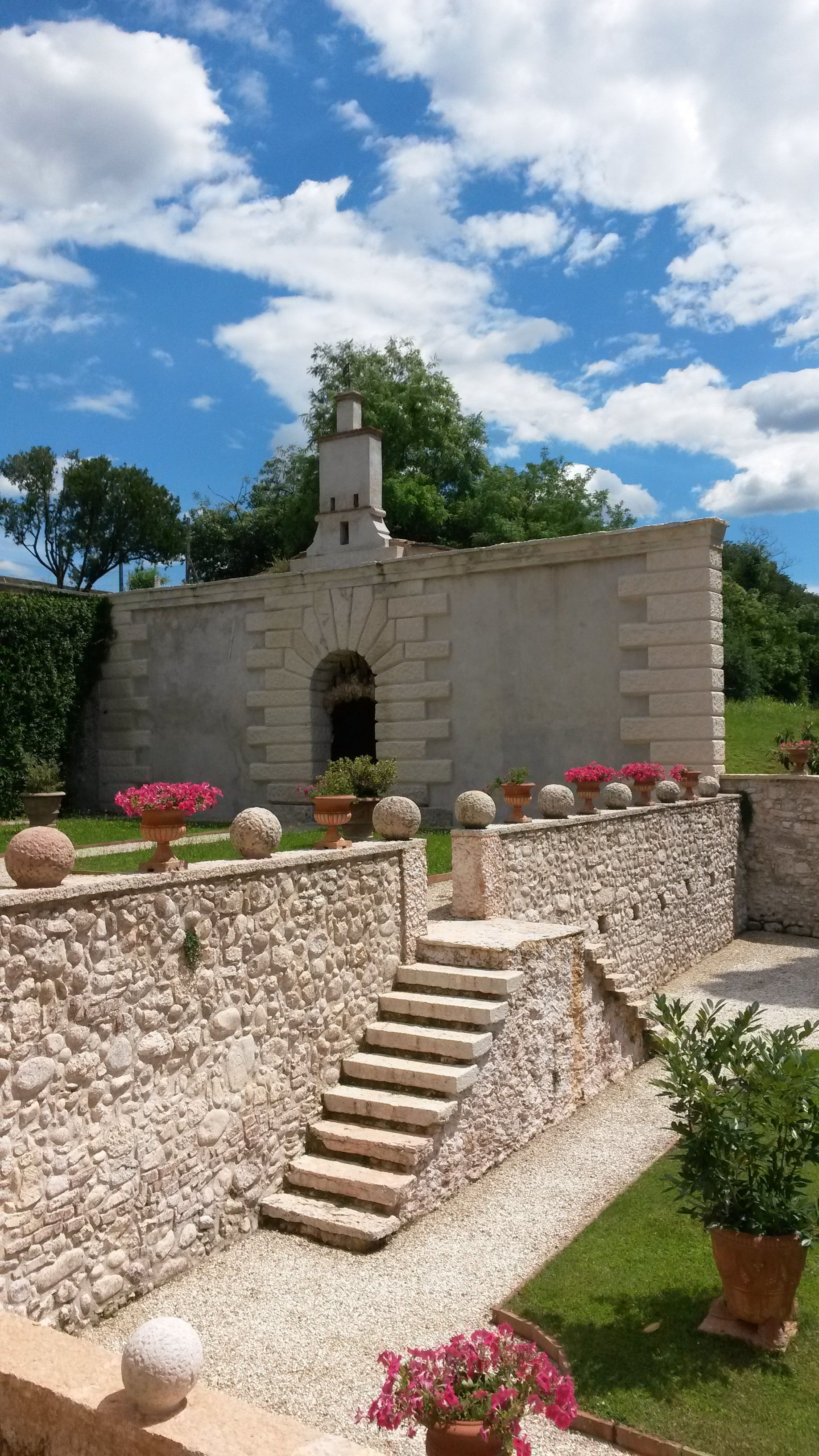
Giardino terrazzato con Grotta-Ninfeo. Sul finire del Cinquecento, Cesare Nichesola aveva adibito il giardino a orto botanico.
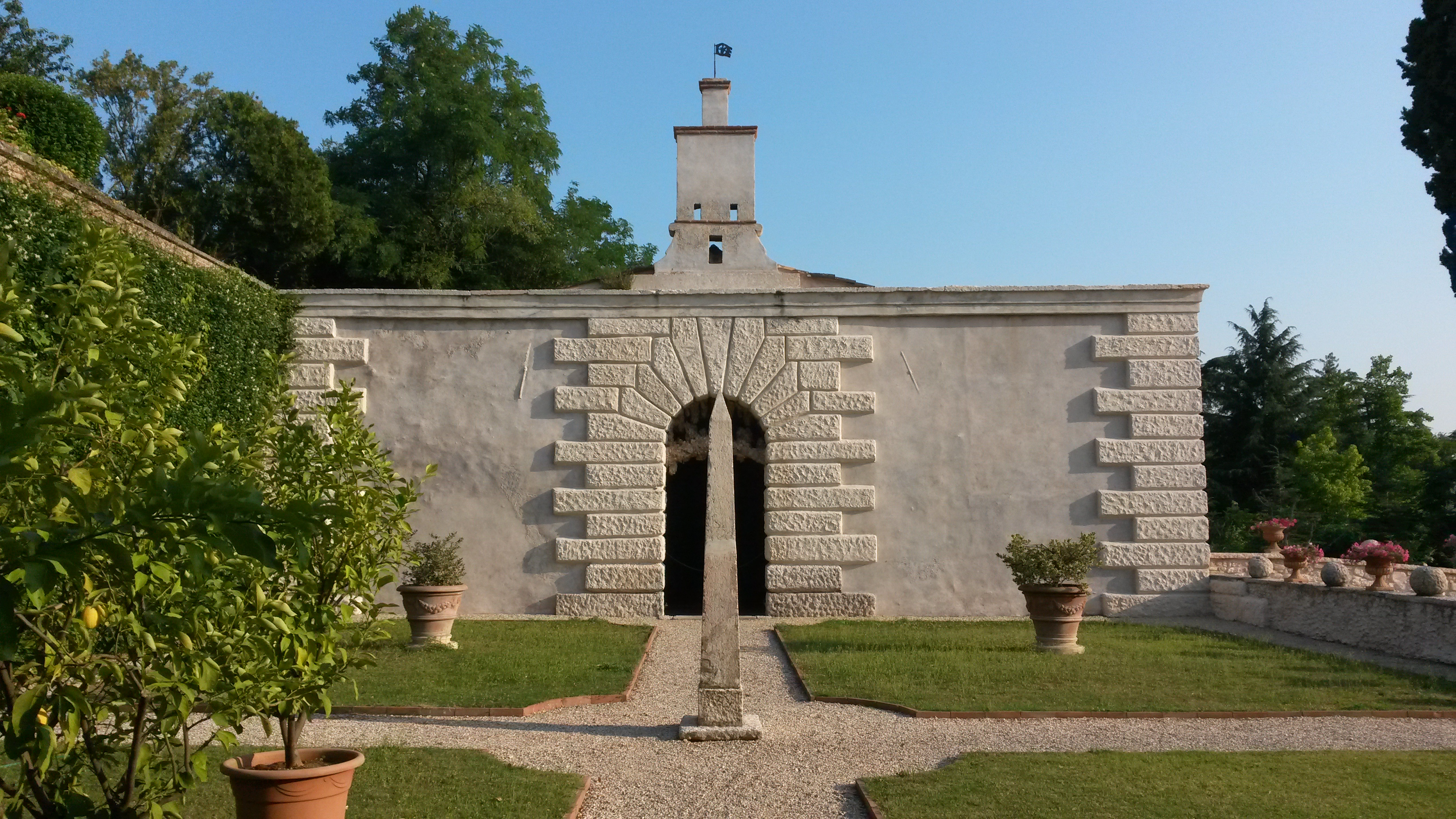
Grotta-Ninfeo (1580-1590 circa), facciata sul giardino (restaurata nel 2016).
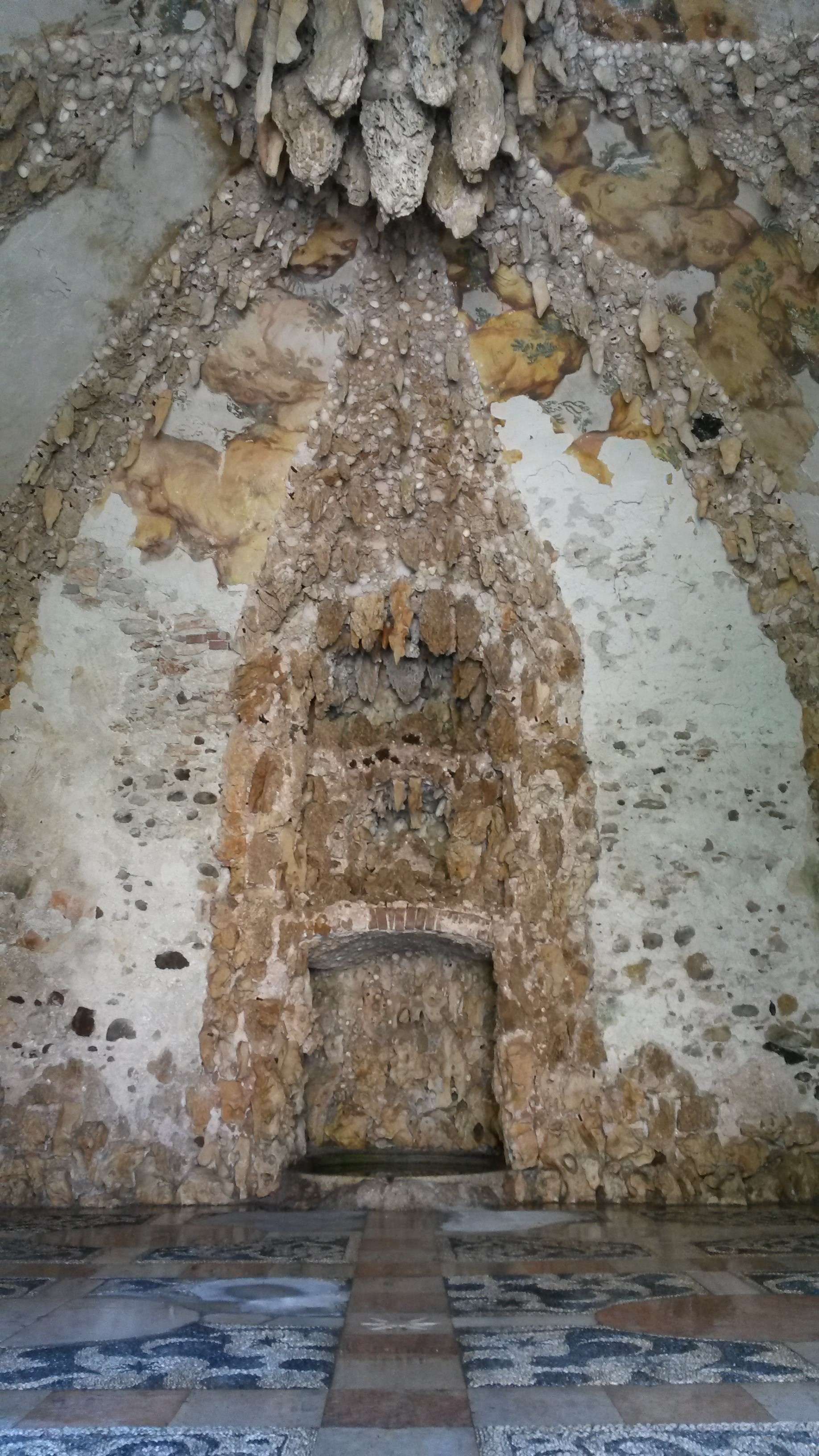
Grotta-Ninfeo (1580-1590 circa), interno.
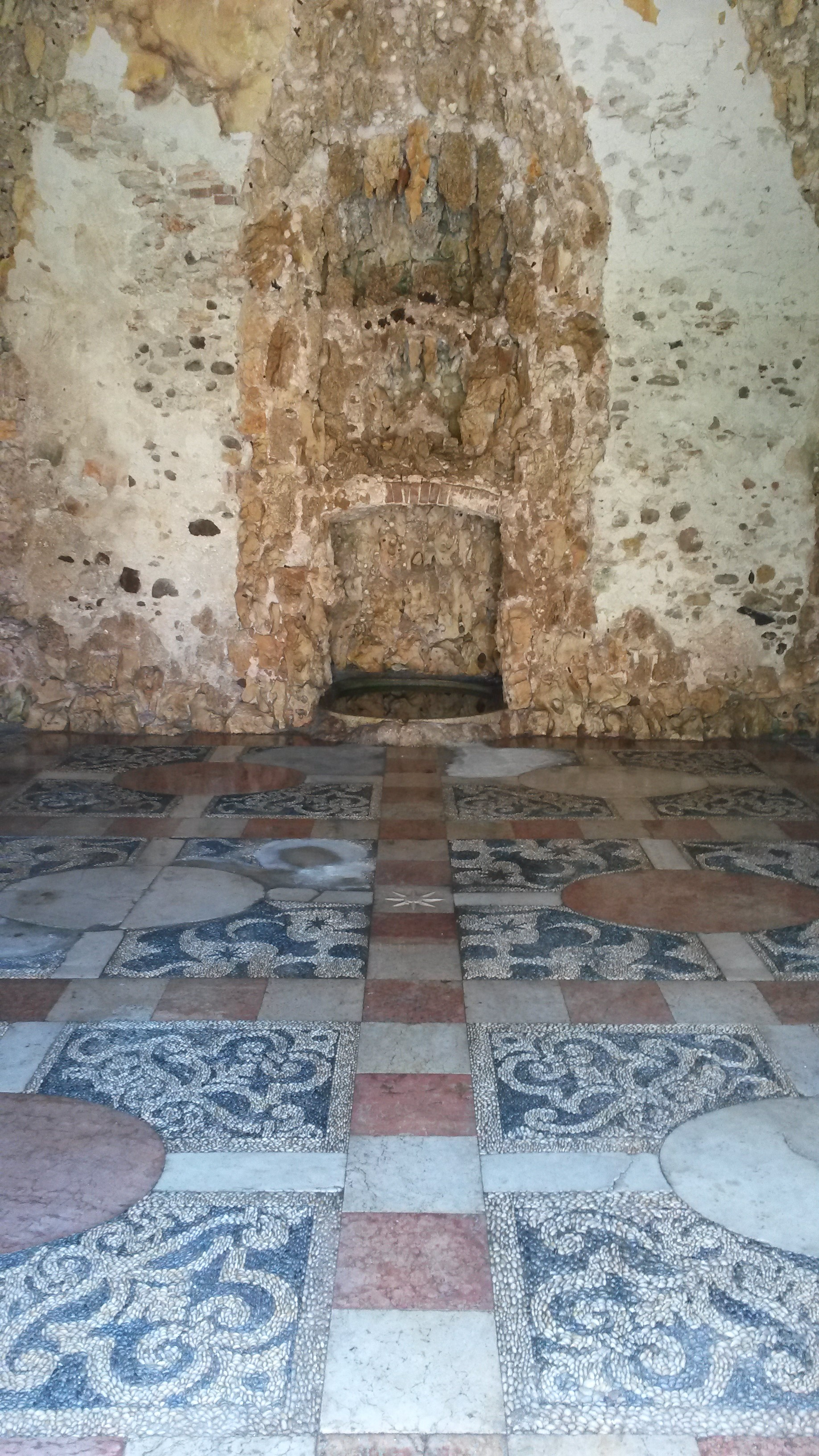
Grotta-Ninfeo (1580-1590 circa), interno, nicchia centrale e mosaico pavimentale attribuito a Paolo Farinati.

## Gli affreschi di Paolo Farinati
Paolo Farinati, coadiuvato dai figli Orazio e Giambattista, dipinse le tre sale maggiori della villa intorno al 1590, dando ad esse l'aspetto di un classico peristilio. Sulle pareti, colonne sormontate da trabeazioni sono inframmezzate da finte statue su piedistalli e scene figurate in monocromo ocra, verde e ocra-rosso.
Espressione tipica del tardo manierismo cinquecentesco, gli affreschi rimarcano l’inconfondibile stile del Farinati, contraddistinto da pose in torsione, scorci e potente plasticismo anatomico, secondo un’impronta stilistica marcatamente classica, derivante soprattutto dall’Italia centrale e in particolare dagli esempi di Michelangelo e Giulio Romano.

### Sala Divinità (o Sala della Musica)

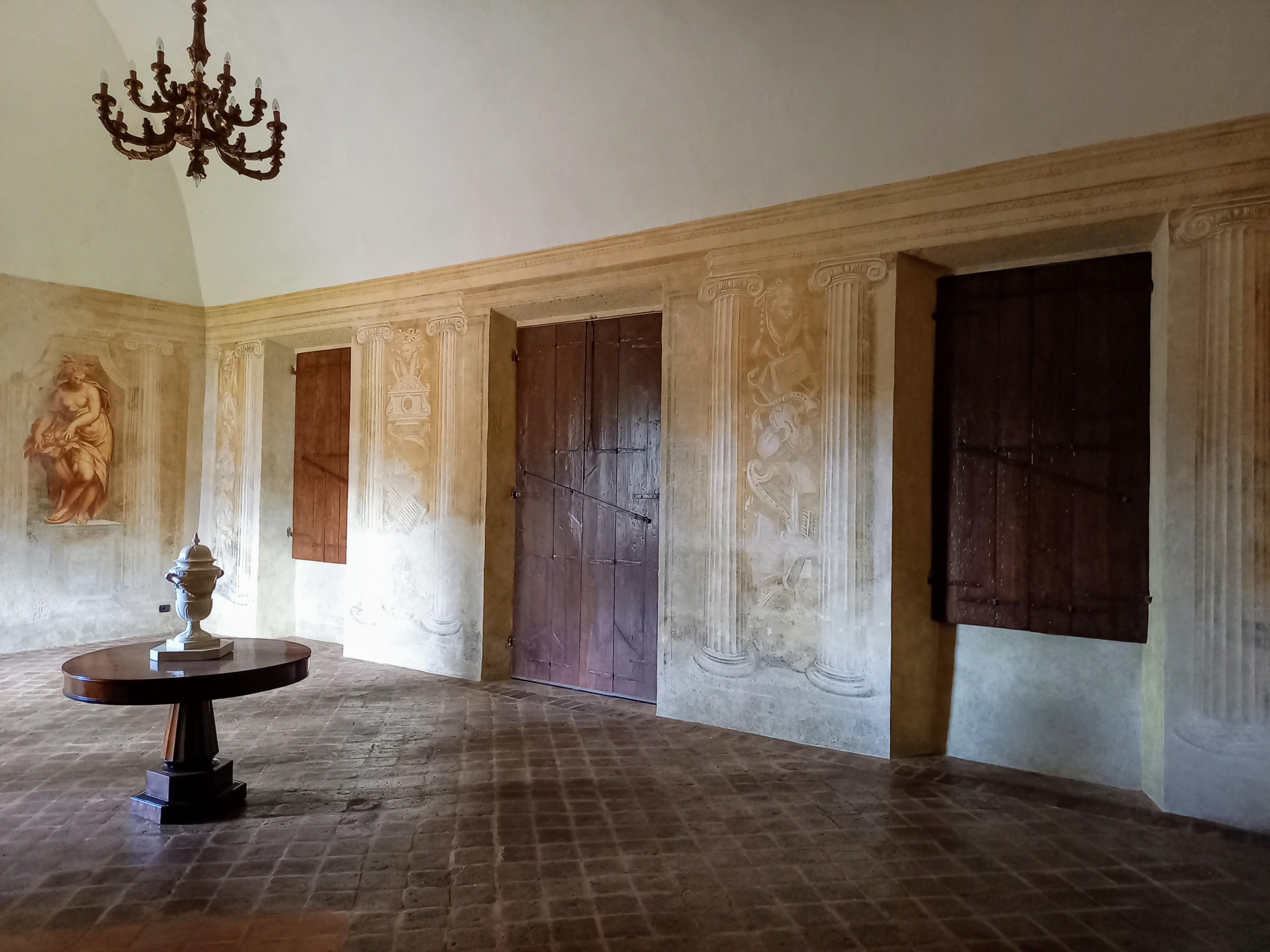
Sala Divinità (o Sala della Musica). La sala è dipinta a imitazione di un peristilio di ordine ionico.

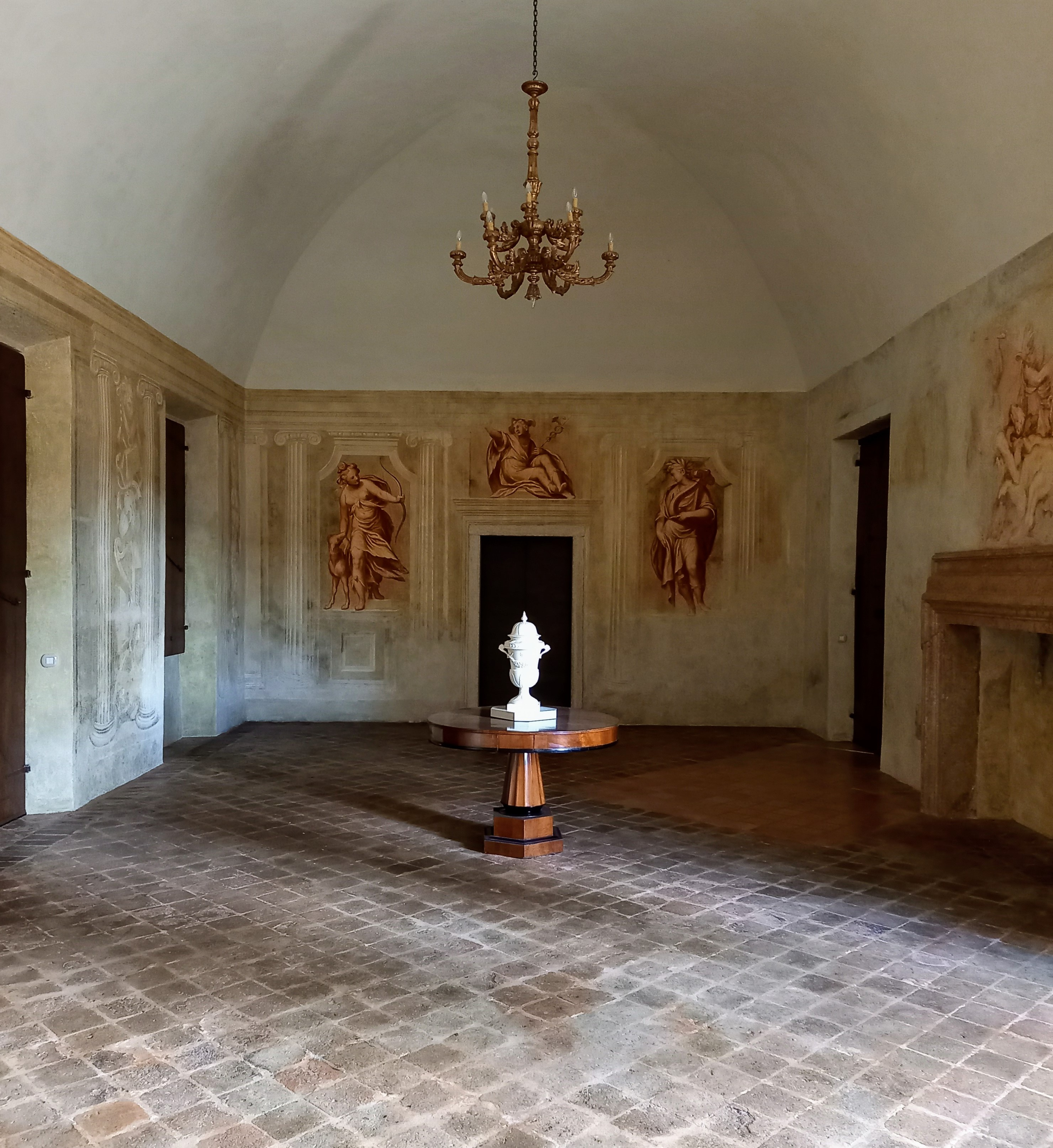
Sala Divinità (o Sala della Musica). Diana, Mercurio e Apollo, affreschi di Paolo Farinati, 1590 circa.

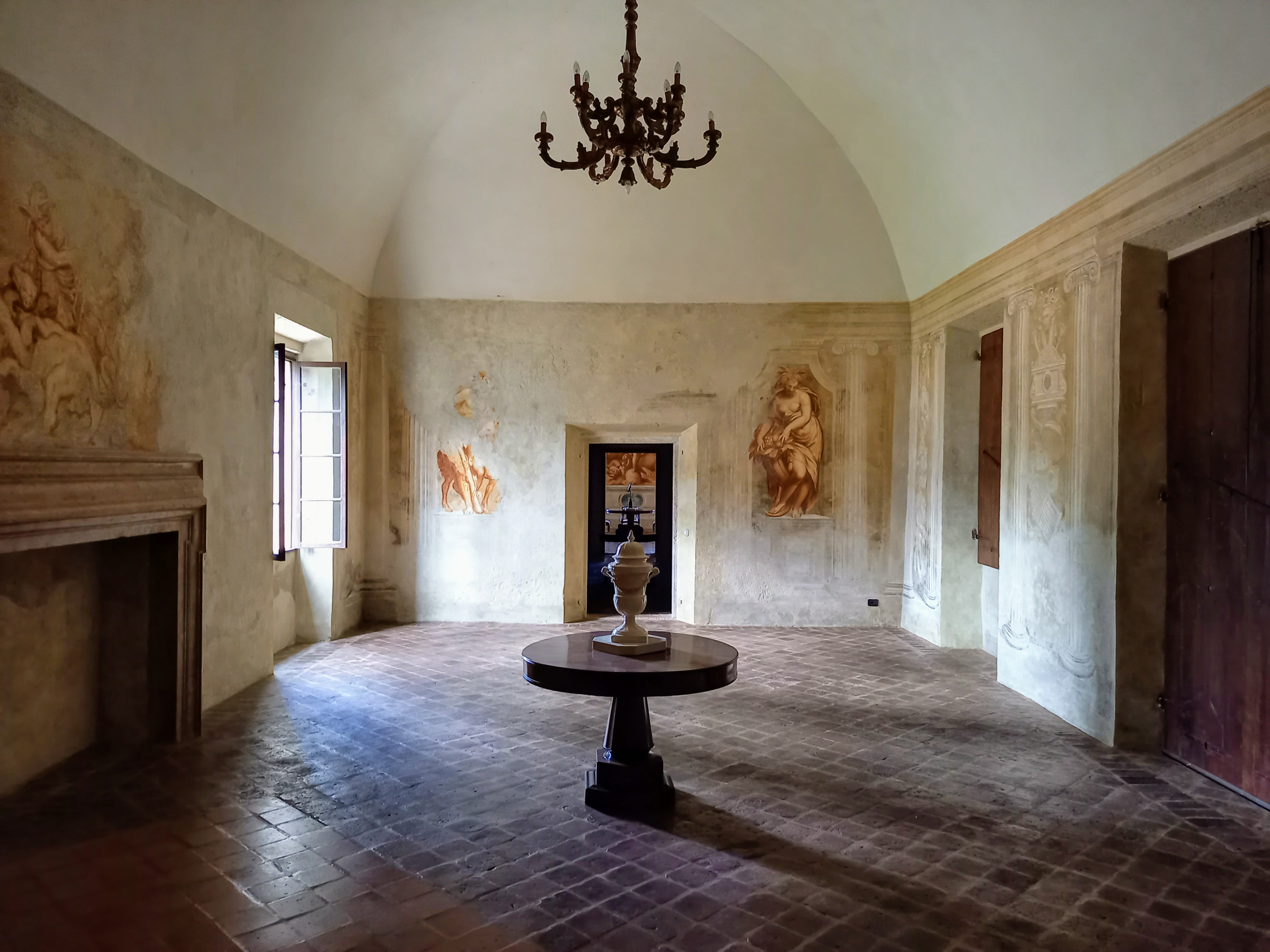
Sala Divinità (o Sala della Musica). Affreschi di Paolo Farinati, 1590 circa. Il soffitto a volta (già parzialmente crollato) è stato restaurato nel 2014.

La sala più grande della villa (metri 11,00 x 6,40) è dipinta a imitazione di un peristilio ionico. Inquadrati da colonne, due pannelli su cui sono dipinti antichi strumenti musicali fanno ritenere che l’ambiente fosse utilizzato anche come sala per la musica (va ricordato, in proposito, che nel 1596 Fabio Nichesola fu annoverato fra i Padri dell’Accademia Filarmonica di Verona).
Sulle pareti minori sono dipinte divinità su piedistalli. Diana, la dea della natura selvatica, fronteggia, sulla parete opposta, Cerere, la dea della natura coltivata. Apollo con la lira, espressione della musica raffinata, si oppone a Bacco o Dioniso, espressione della musica primitiva.
Sopra un camino marmoreo sono visibili resti della Lotta di Ercole, Mercurio e Minerva contro l’Idra dalle sette teste.
Su un soprapporta siede Mercurio, dio dell’eloquenza e patrono dei giureconsulti, qual era Fabio Nichesola.

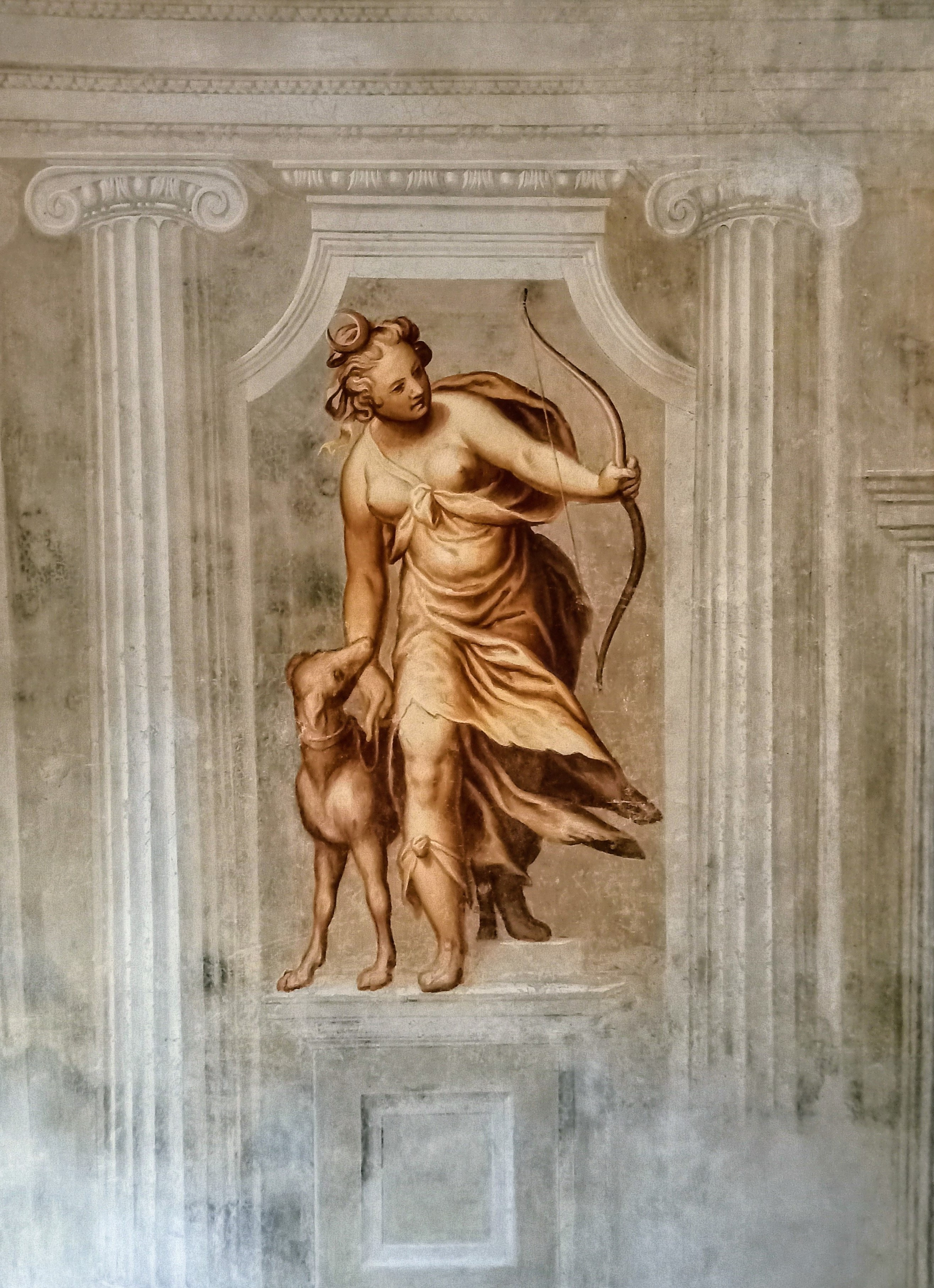
Paolo Farinati, Diana cacciatrice, 1590 circa, affresco (restaurato nel 2016).
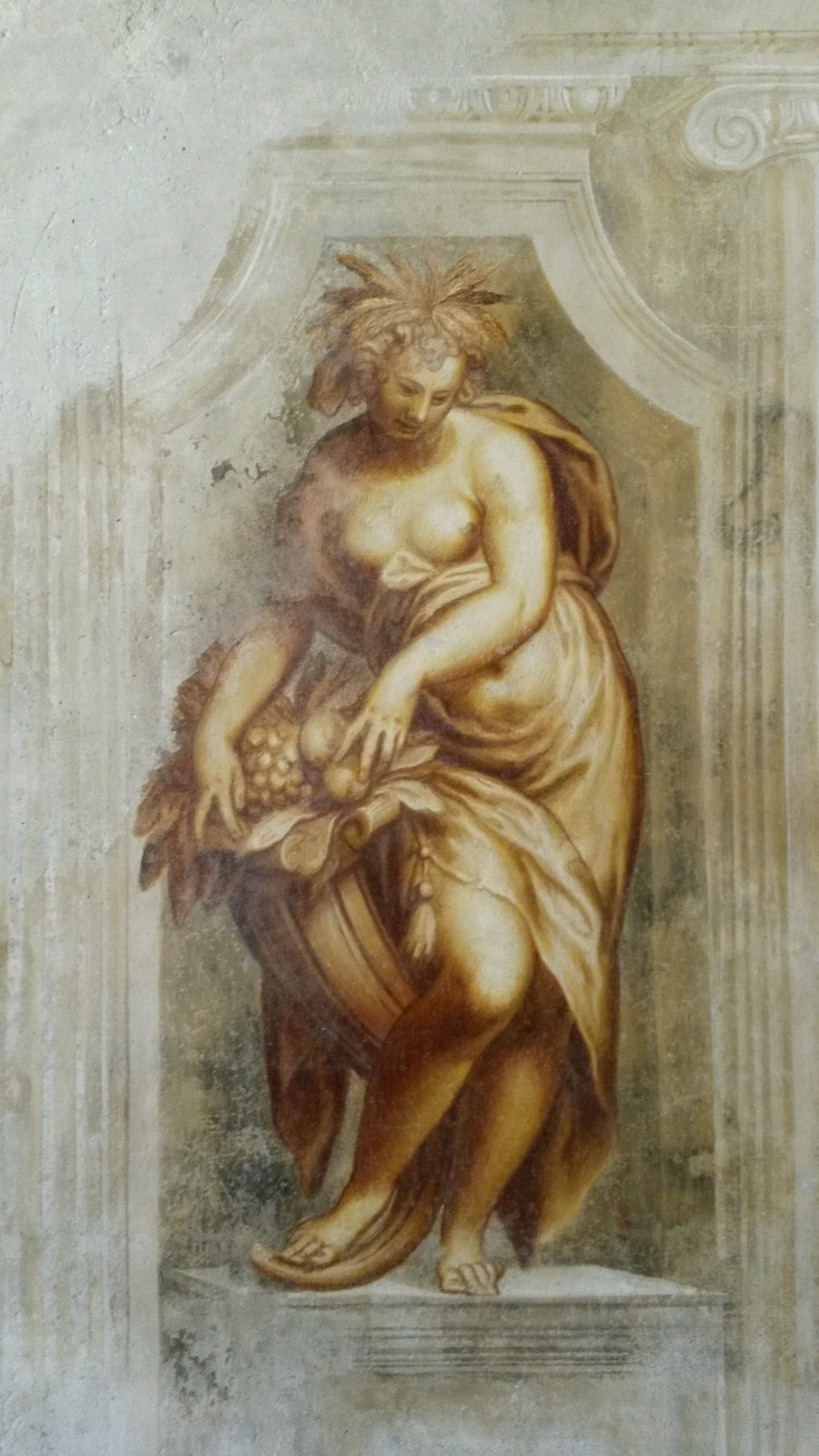
Paolo Farinati, Cerere,  1590 circa, affresco (restaurato nel 2016).
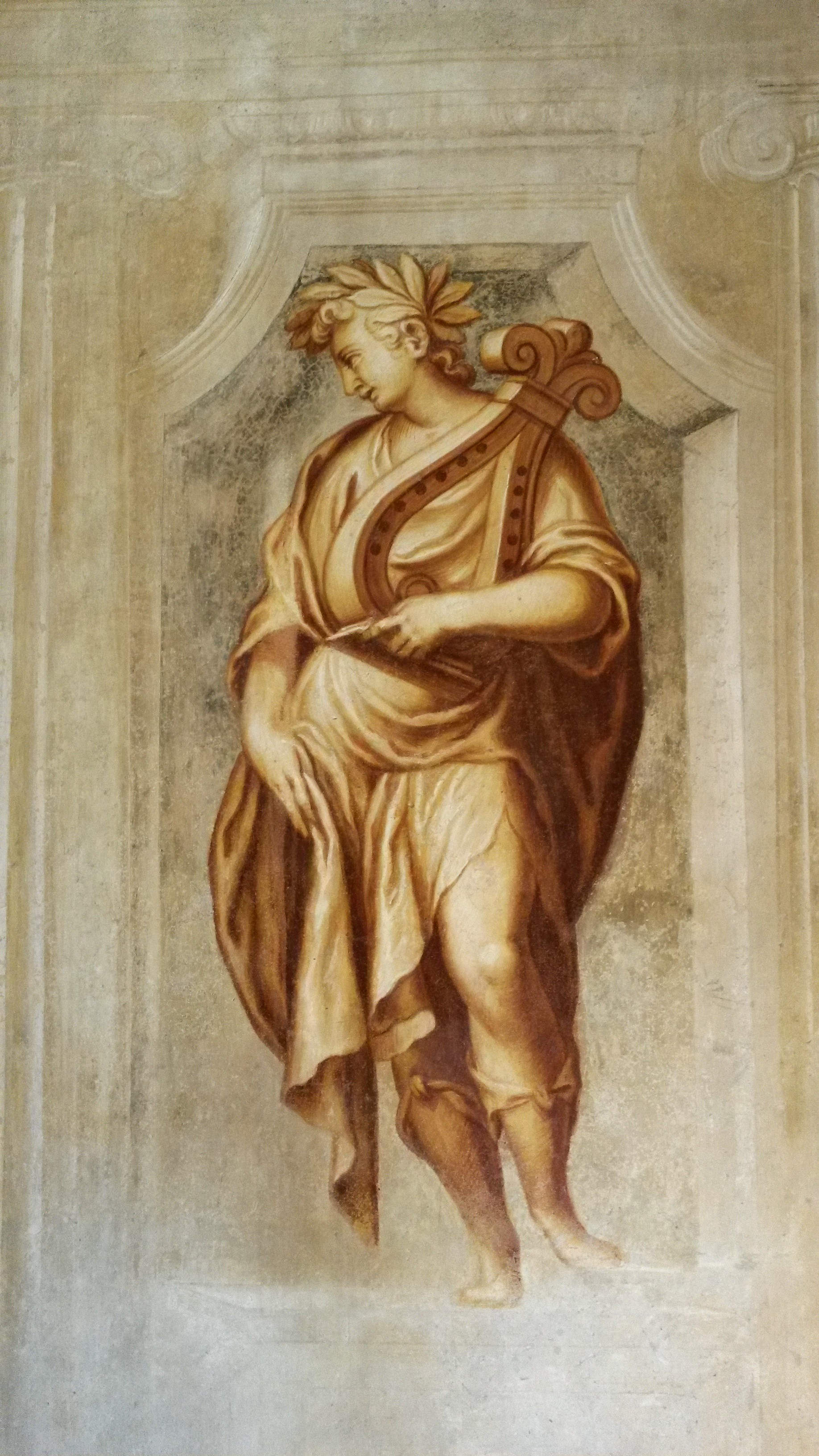
Paolo Farinati, Apollo con la lira, 1590 circa, affresco (restaurato nel 2016).
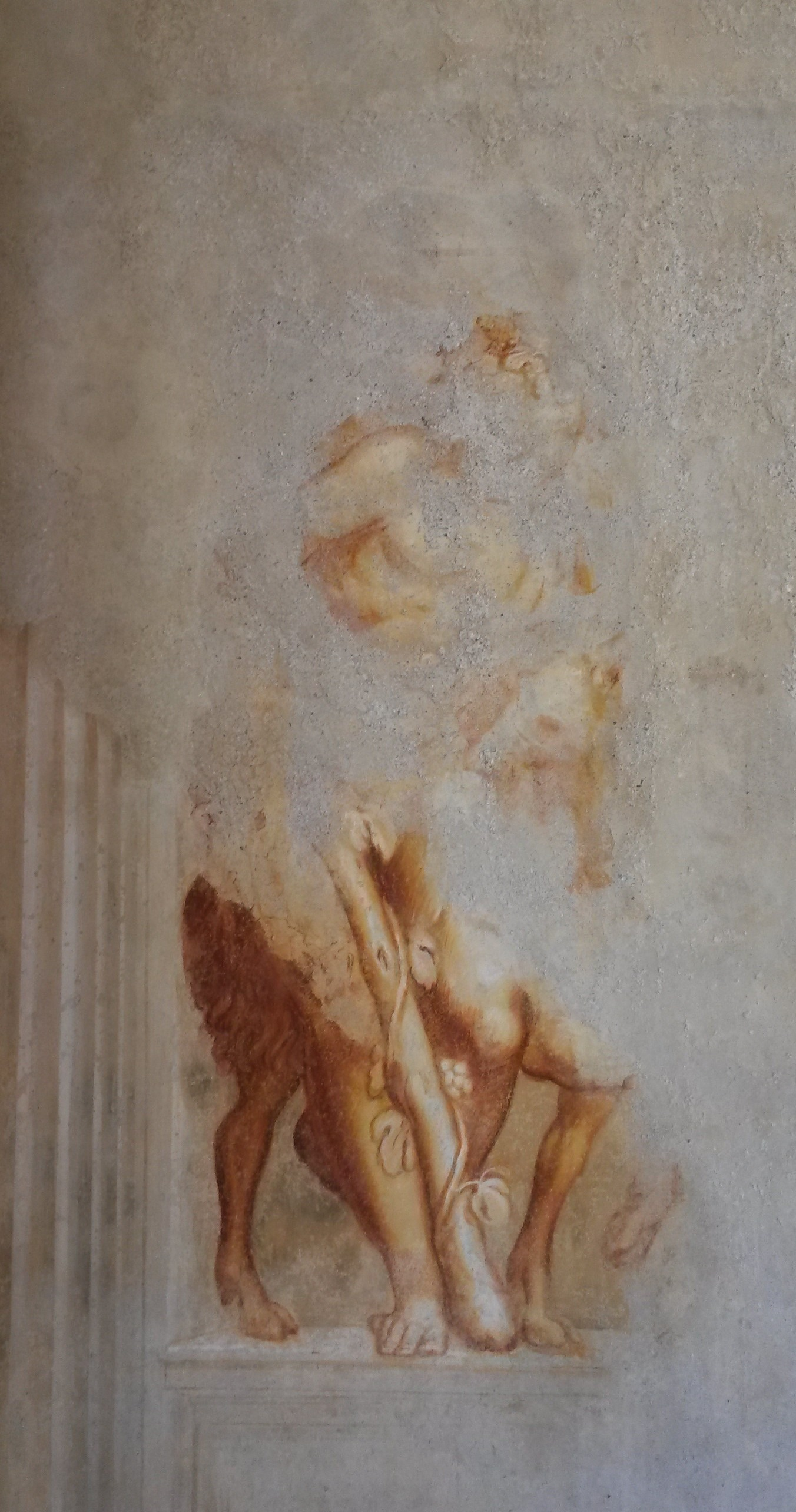
Paolo Farinati, Bacco o Dioniso, 1590 circa, affresco (restaurato nel 2016).
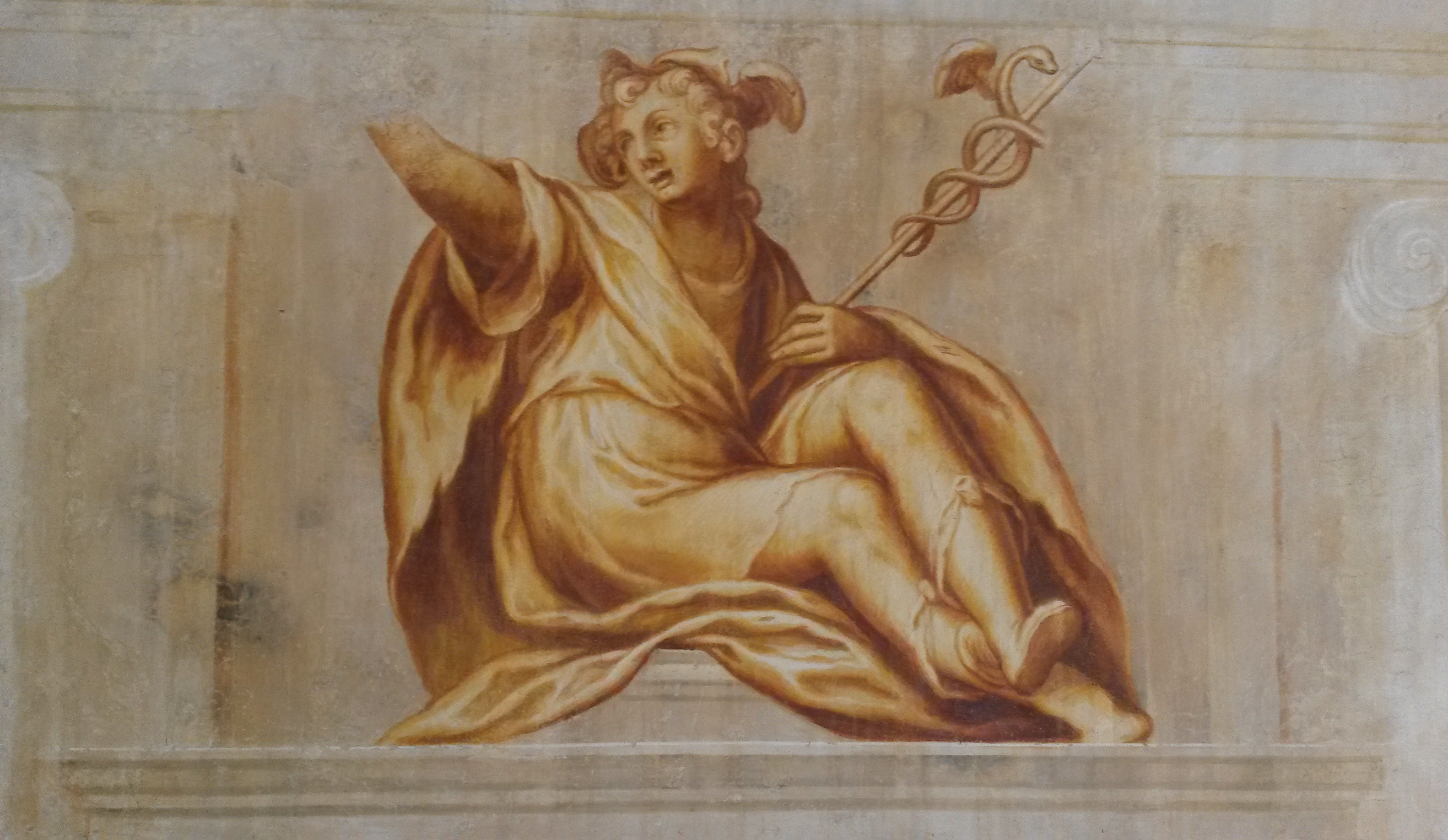
Paolo Farinati, Mercurio, 1590 circa, affresco (restaurato nel 2016).
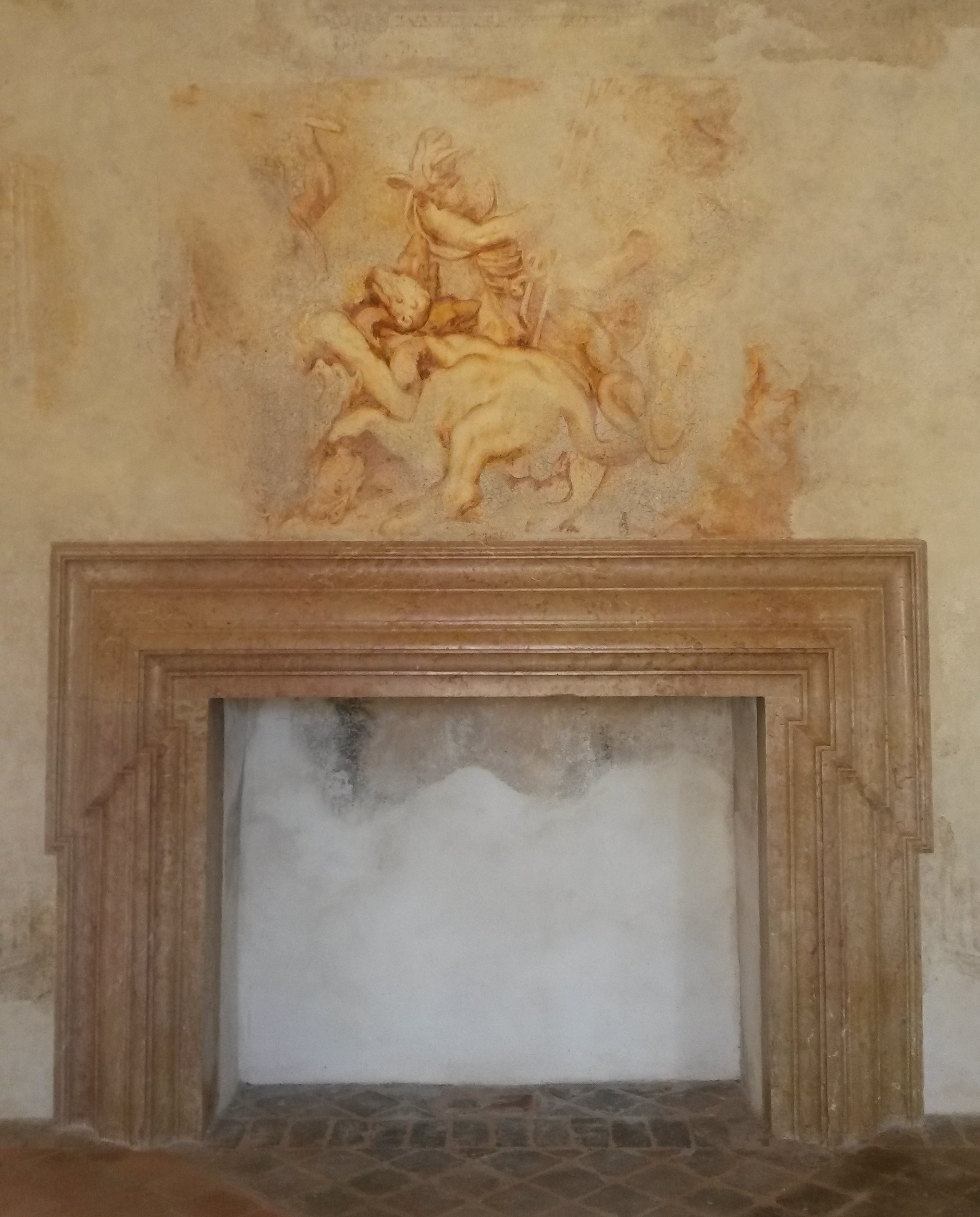
Paolo Farinati, Ercole, Mercurio e Minerva lottano contro l'Idra dalle sette teste, 1590 circa, affresco (restaurato nel 2016).
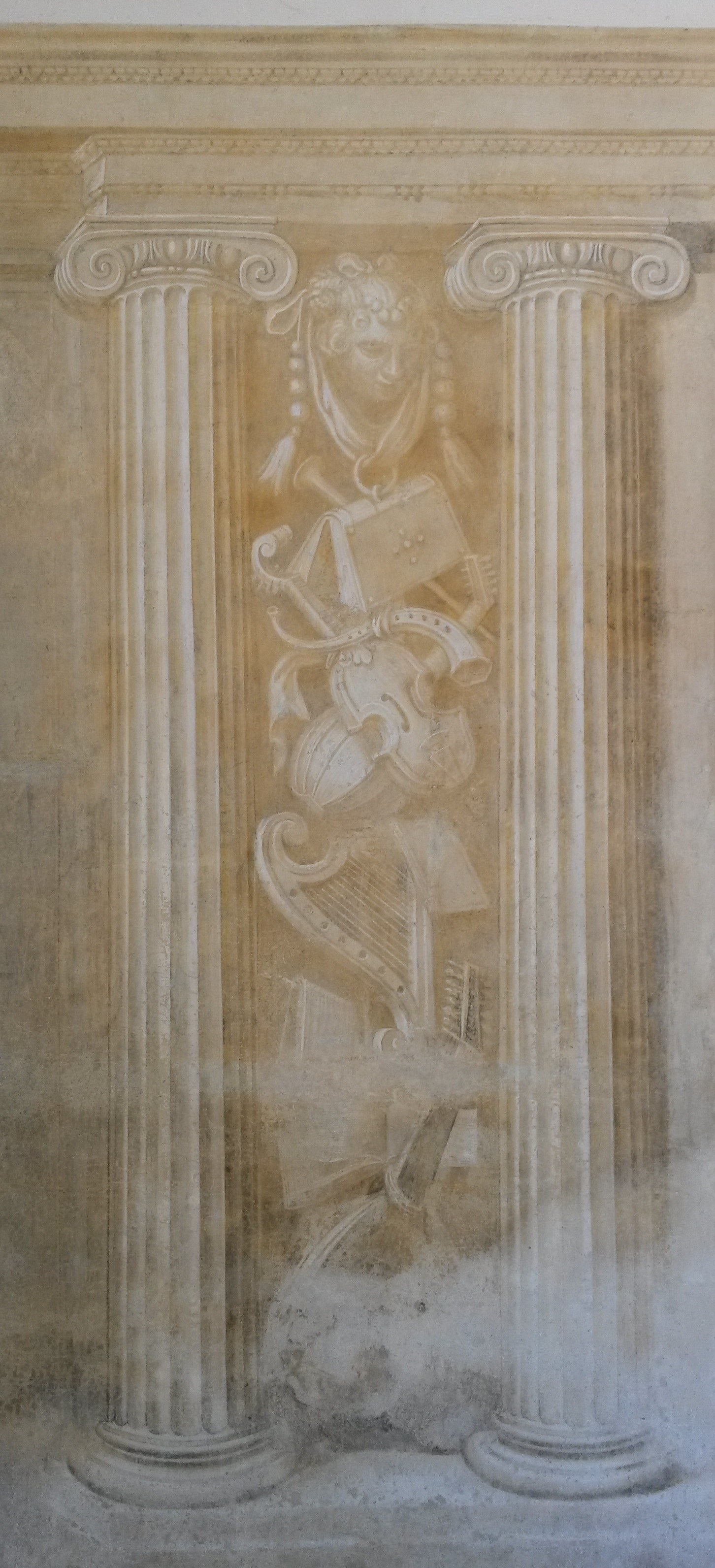
Paolo Farinati, Pannello con strumenti musicali, 1590 circa, affresco (restaurato nel 2016).

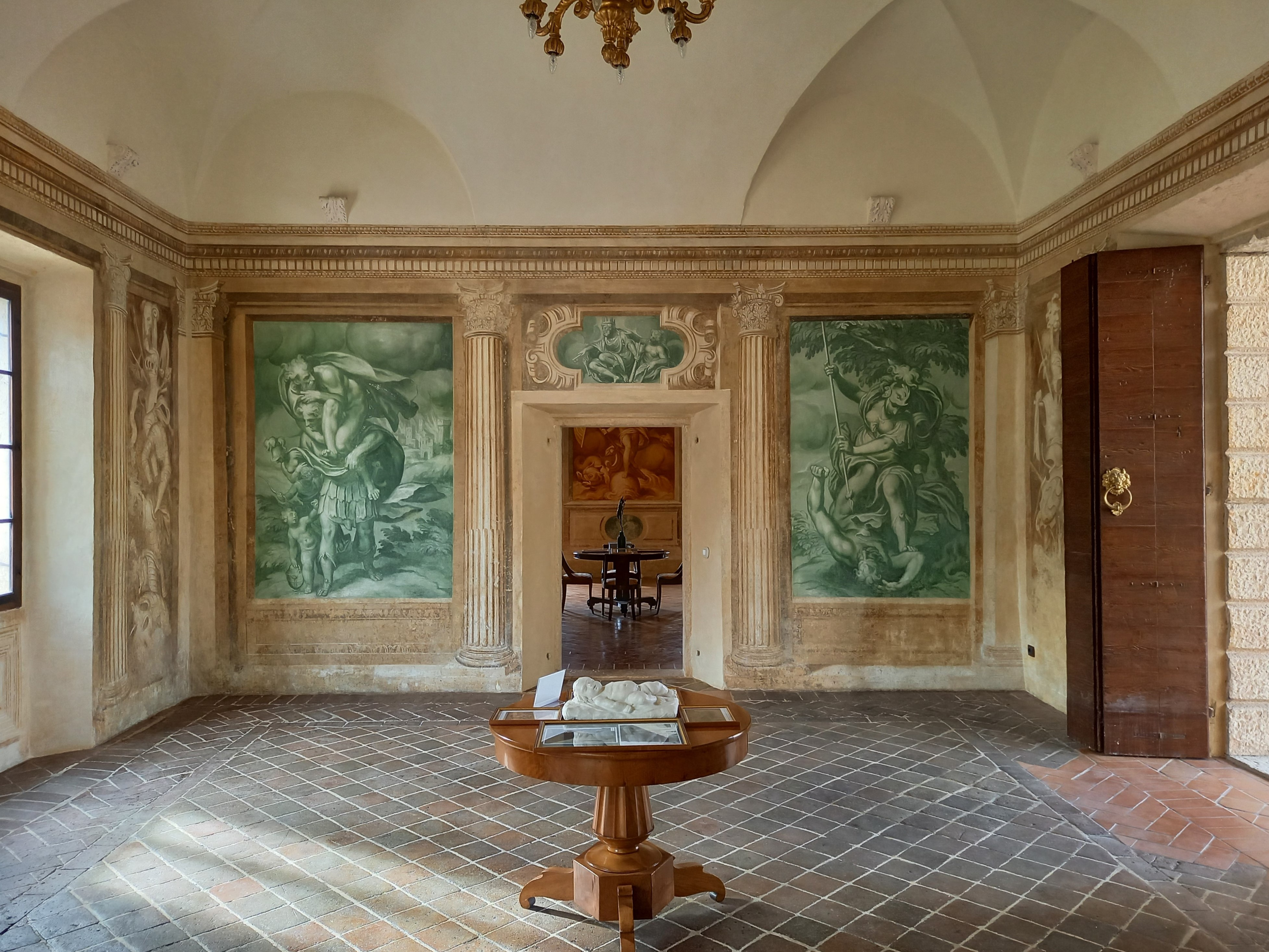
Sala Verde. Paolo Farinati, Incendio di Troia, La Virtù (Minerva) uccide il Vizio, affresco, 1590 circa.

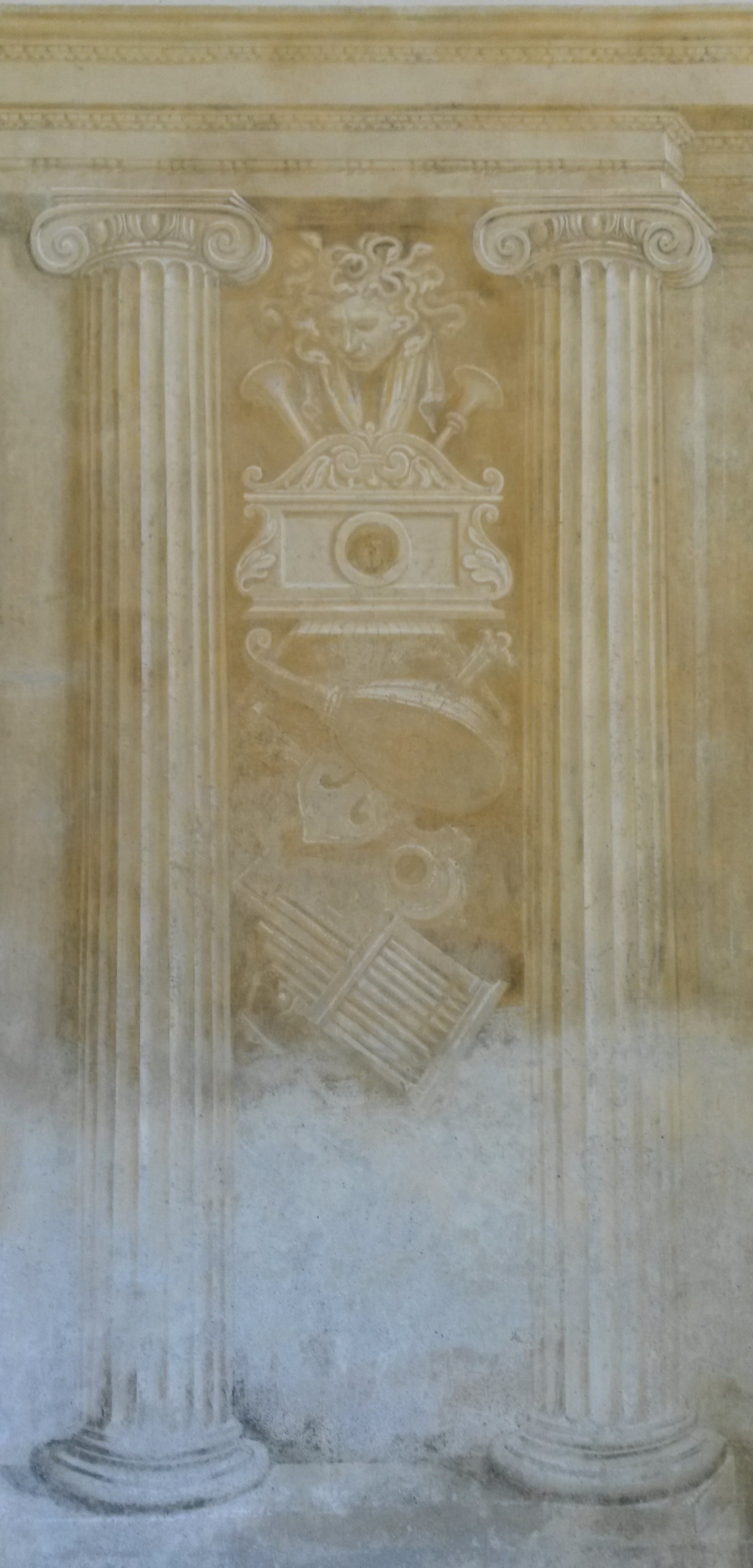
Paolo Farinati, Pannello con strumenti musicali, 1590 circa, affresco (restaurato nel 2016).

### Sala Verde

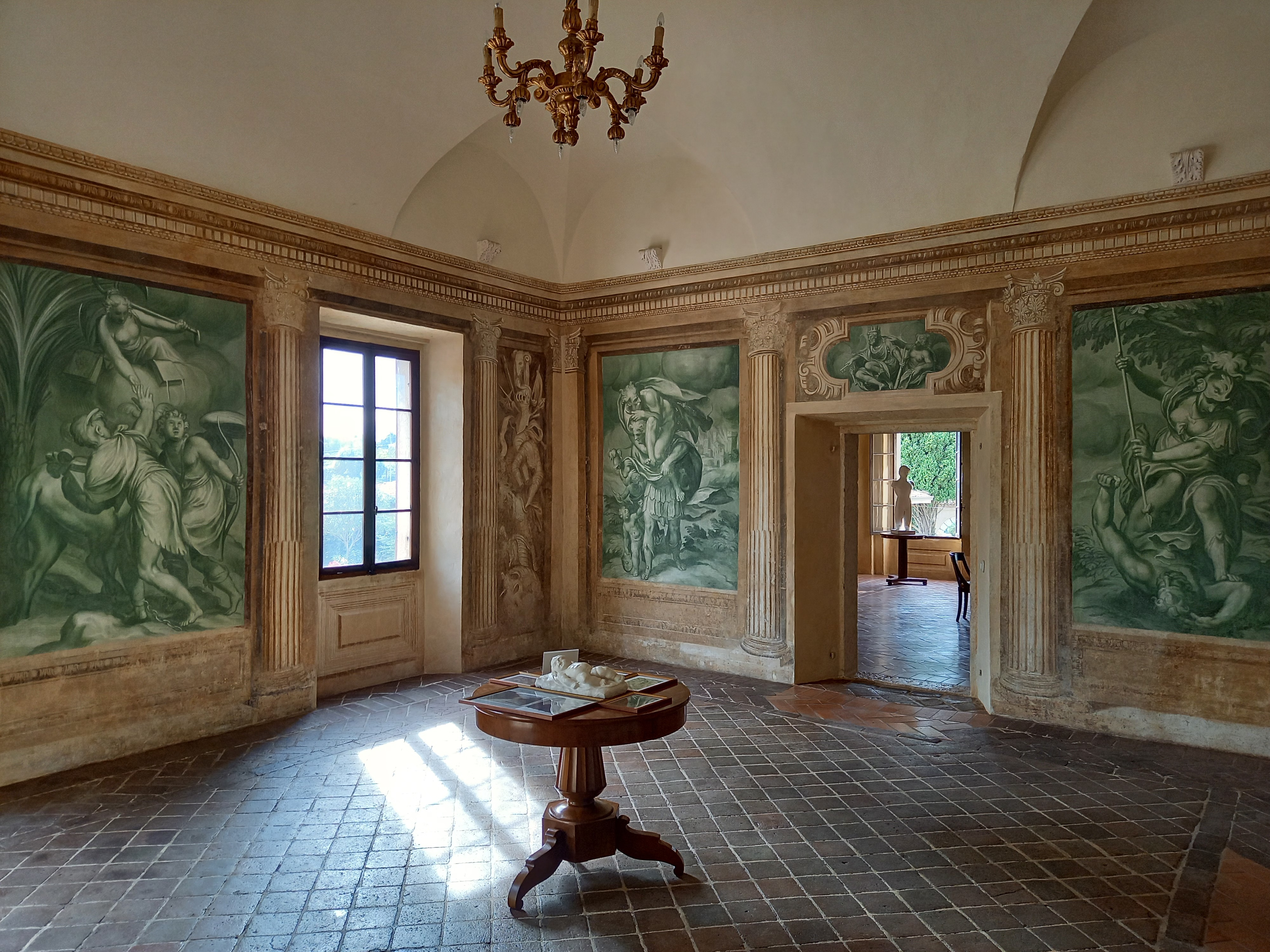
Sala Verde. Affreschi di Paolo Farinati, 1590 circa. La sala è dipinta a imitazione di un peristilio di ordine composito.

In questa sala, entro un finto peristilio di ordine composito, si aprono sei riquadri in monocromo verde. Essi raffigurano: 
- Incendio di Troia (il pio Enea che fugge portando in salvo il padre Anchise, il figlio Ascanio e la statua di Pallade Athena, protettrice della città);
- La Virtù (o Minerva) che uccide il Vizio;
- Idillio tra Venere e Adone;
- Nettuno con la Medusa;
- Adone che abbandona Venere;
- Latona con i figli Diana e Apollo.

Completano la sala, Giano bifronte (il dio dei passaggi), in soprapporta, e due panoplie (pannelli con armi, armature e trofei), in una delle quali è dipinto lo stemma araldico dei Nichesola raffigurante una nebulosa stilizzata.

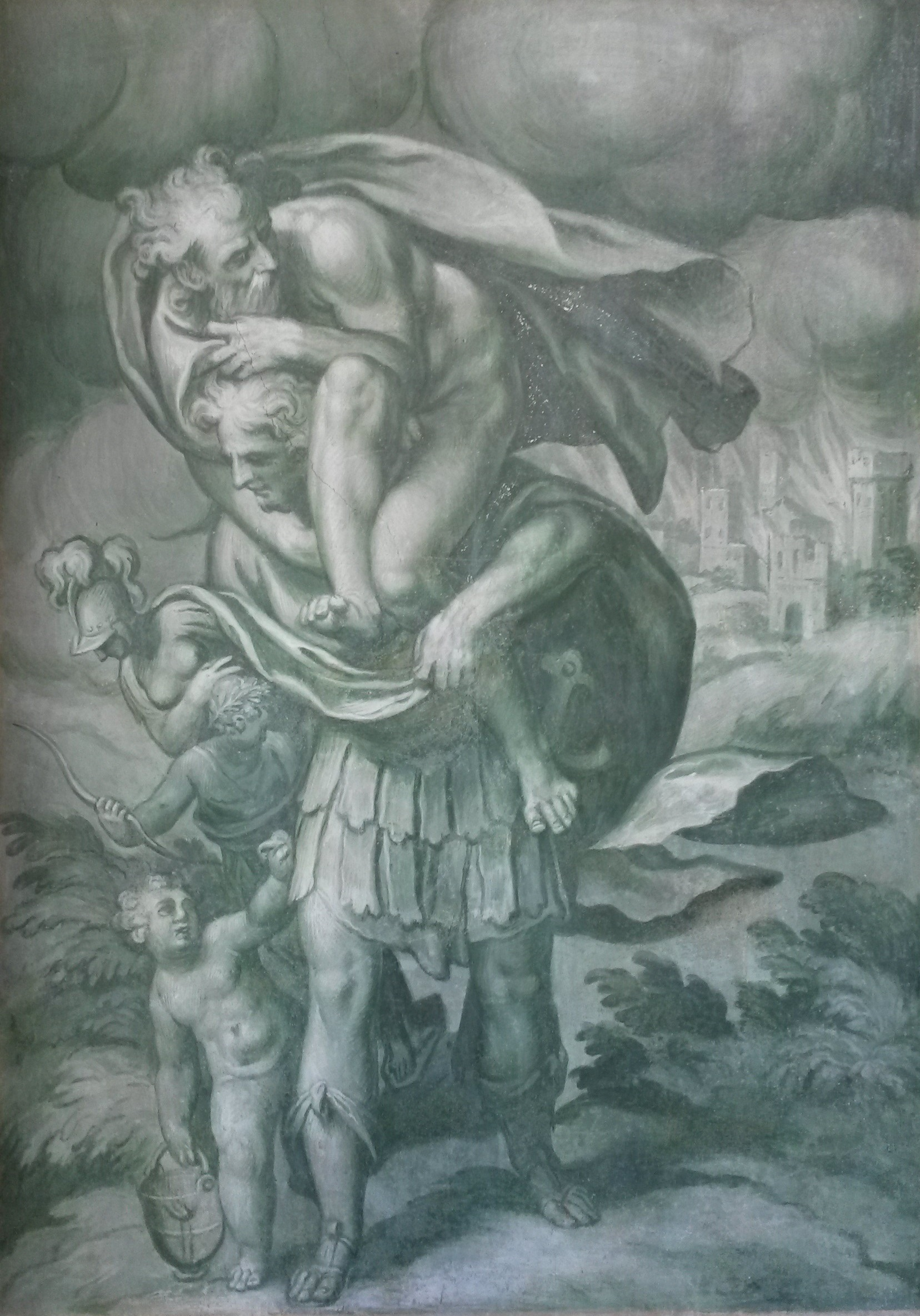
Paolo Farinati, Incendio di Troia, 1590 circa, affresco (restaurato nel 2016).
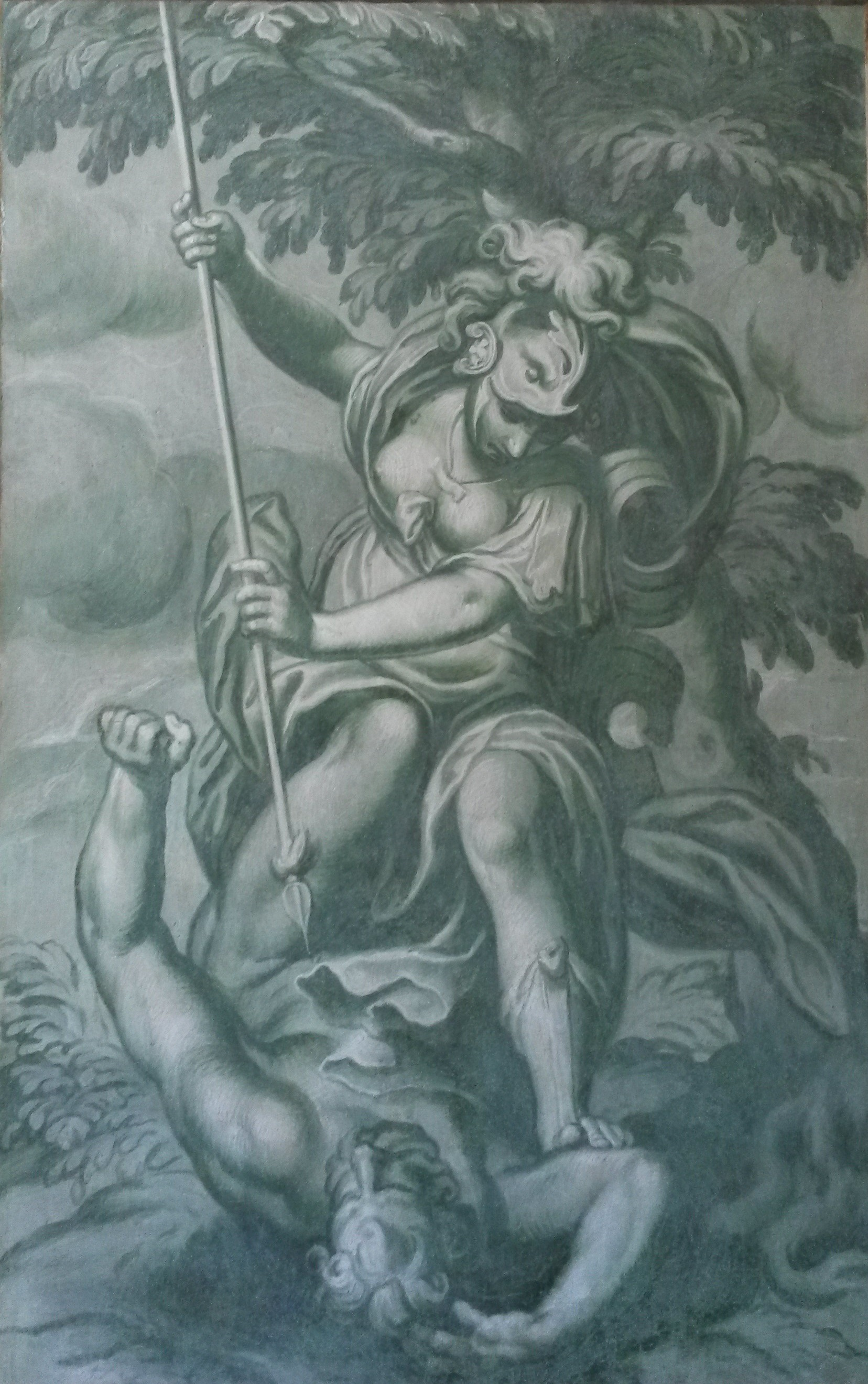
Paolo Farinati, La Virtù (o Minerva) che uccide il Vizio, 1590 circa, affresco (restaurato nel 2016).
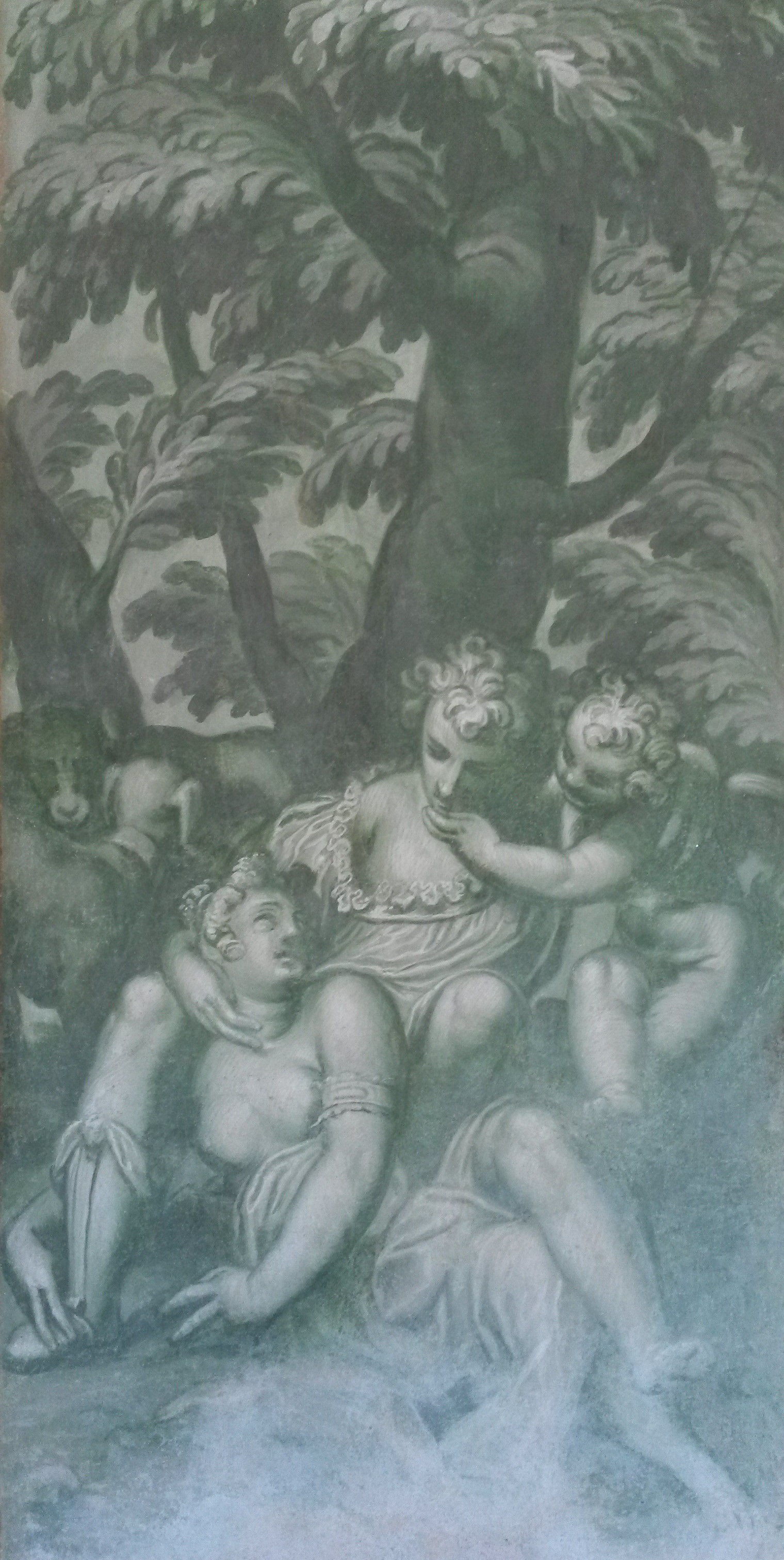
Paolo Farinati, Idillio tra Venere e Adone, 1590 circa, affresco (restaurato nel 2016).
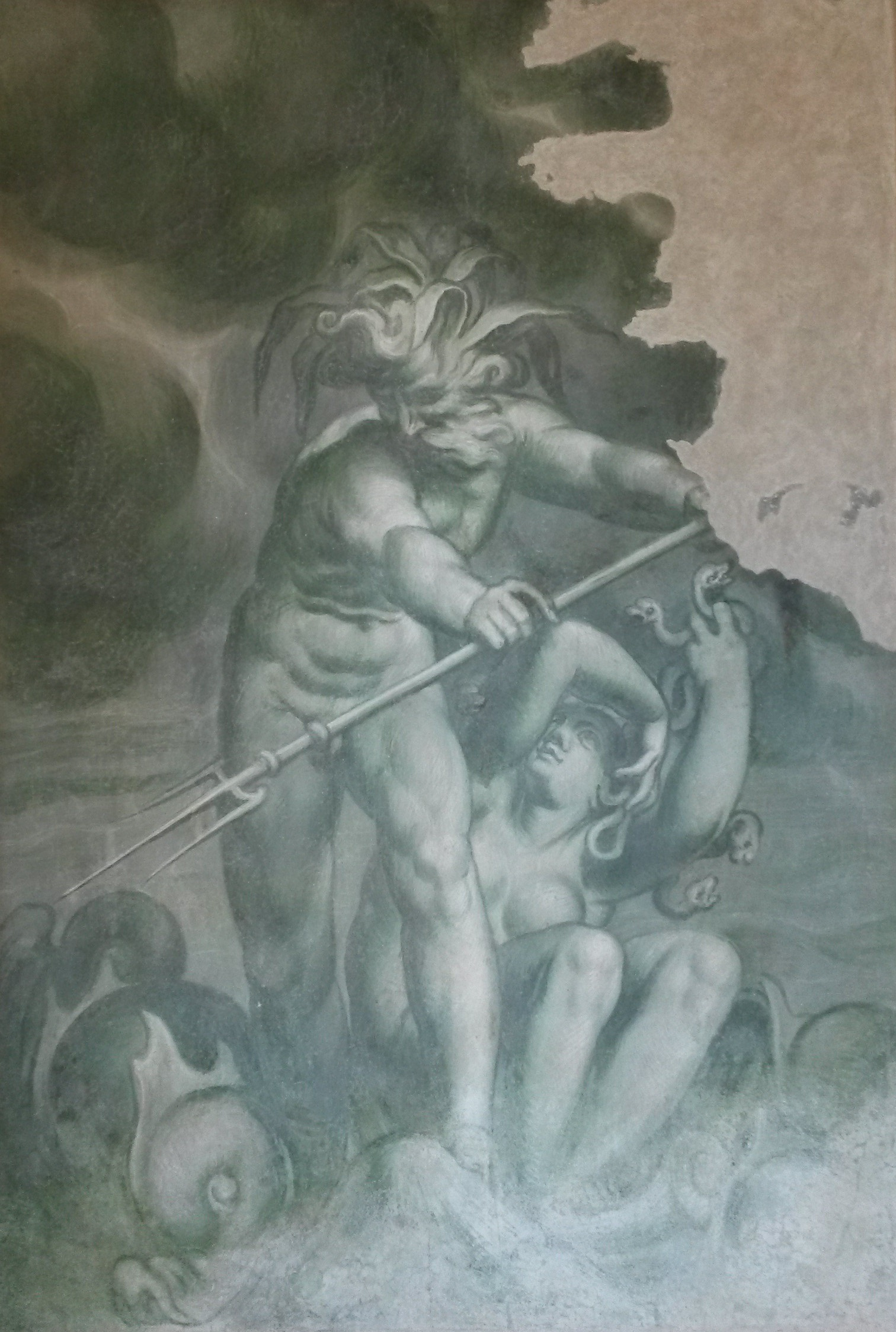
Paolo Farinati, Nettuno con la Medusa, 1590 circa, affresco (restaurato nel 2016).
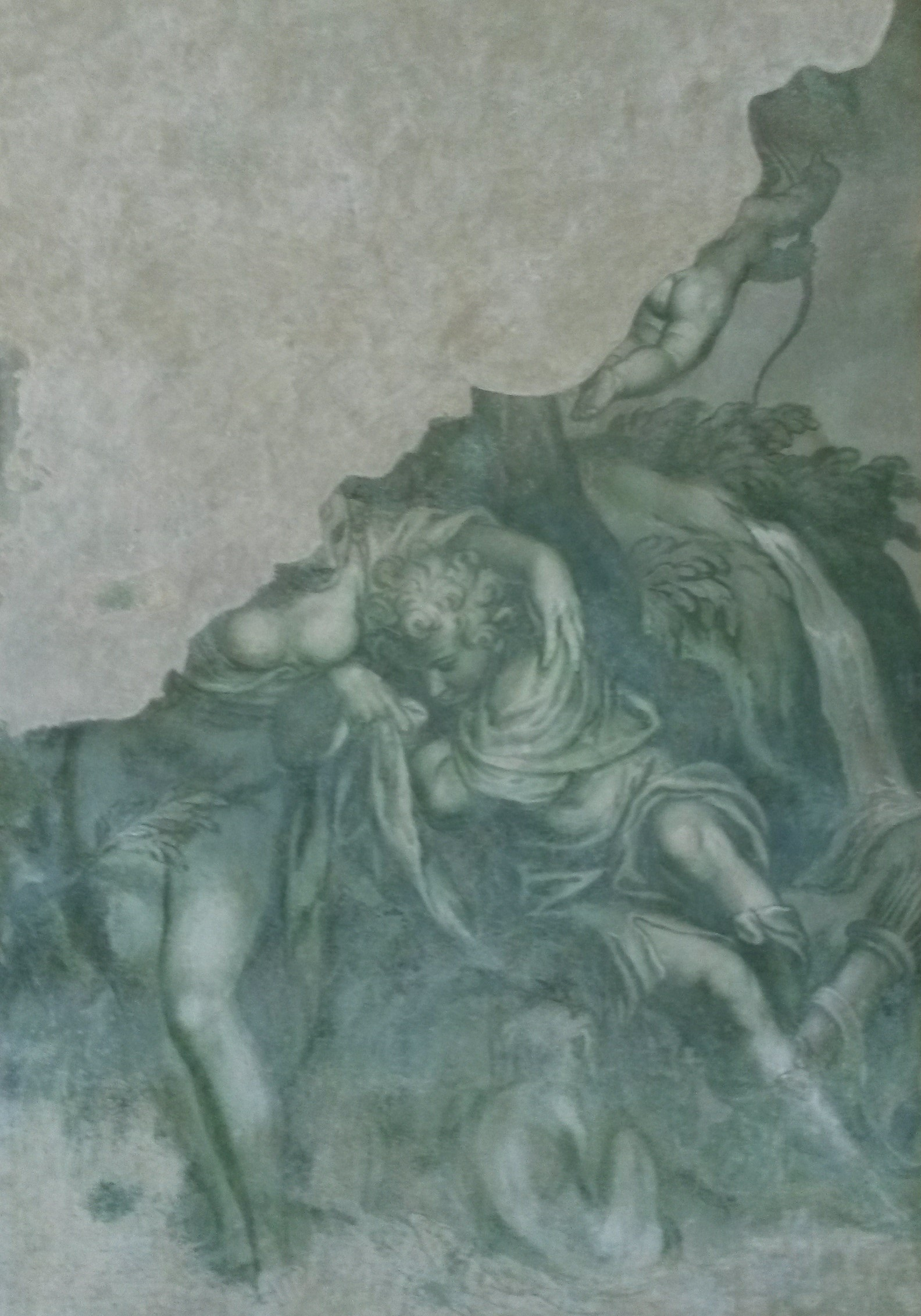
Paolo Farinati, Adone che abbandona Venere, 1590 circa, affresco (restaurato nel 2016).
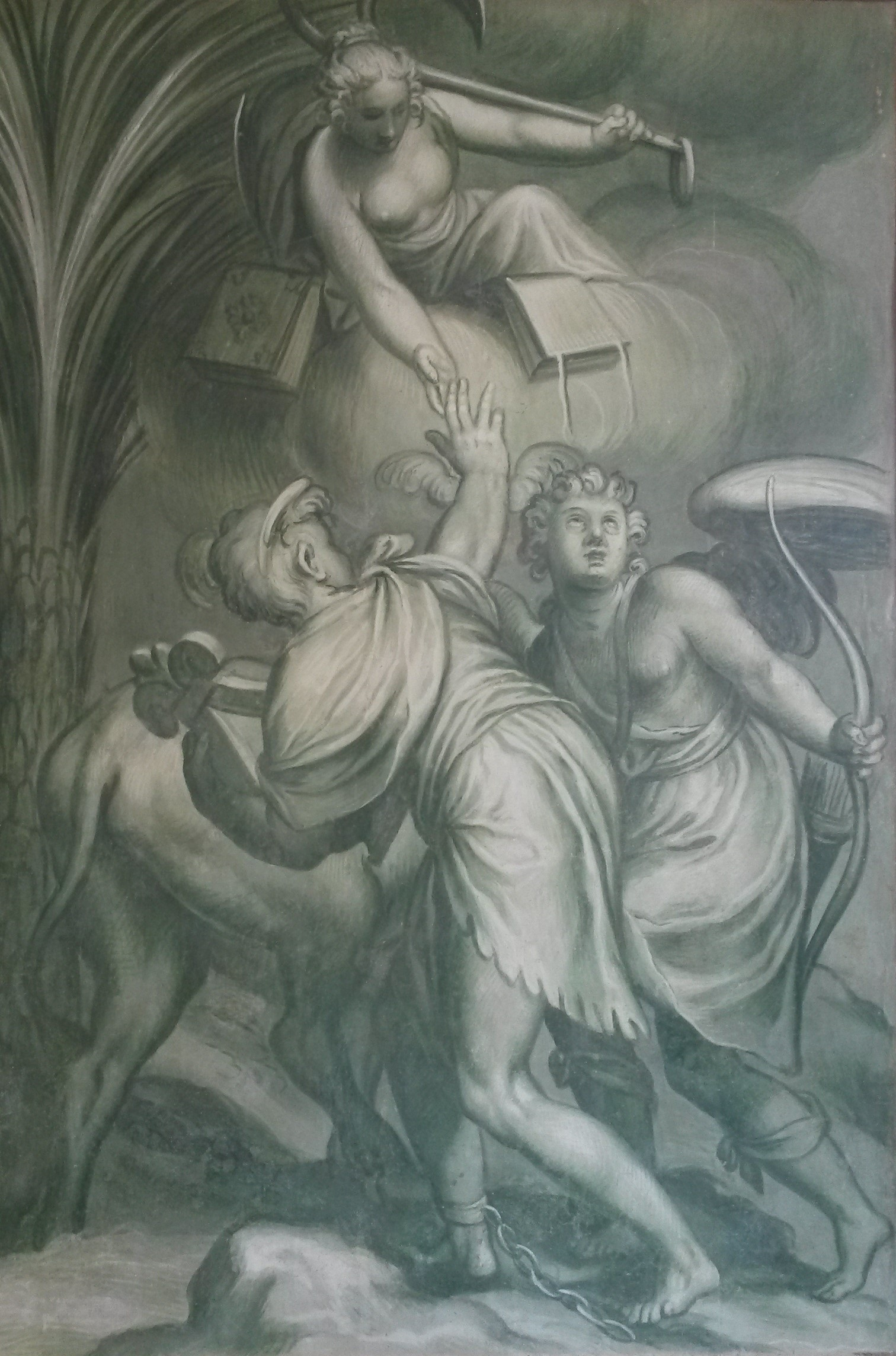
Paolo Farinati, Latona con i figli Apollo e Diana, 1590 circa, affresco (restaurato nel 2016).
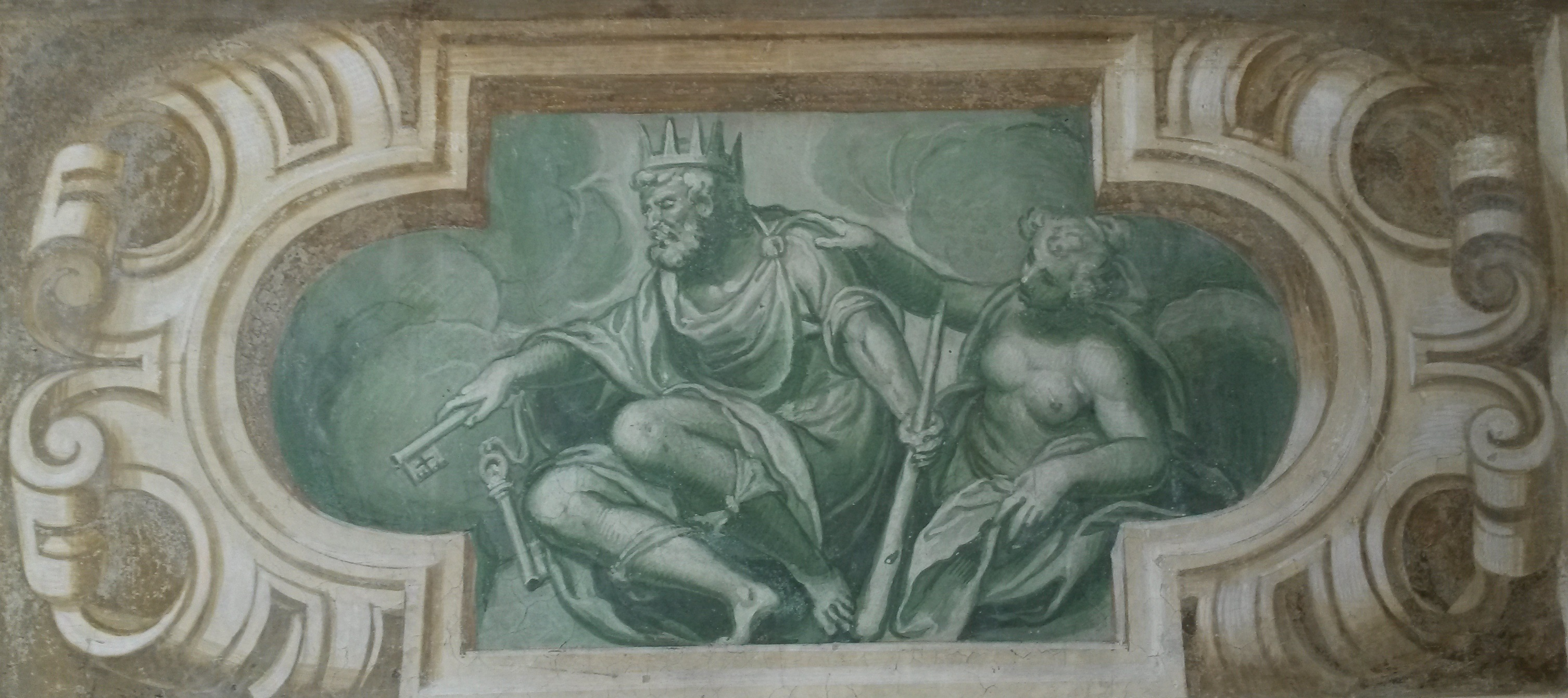
Paolo Farinati, Giano bifronte, 1590 circa, affresco (restaurato nel 2016).
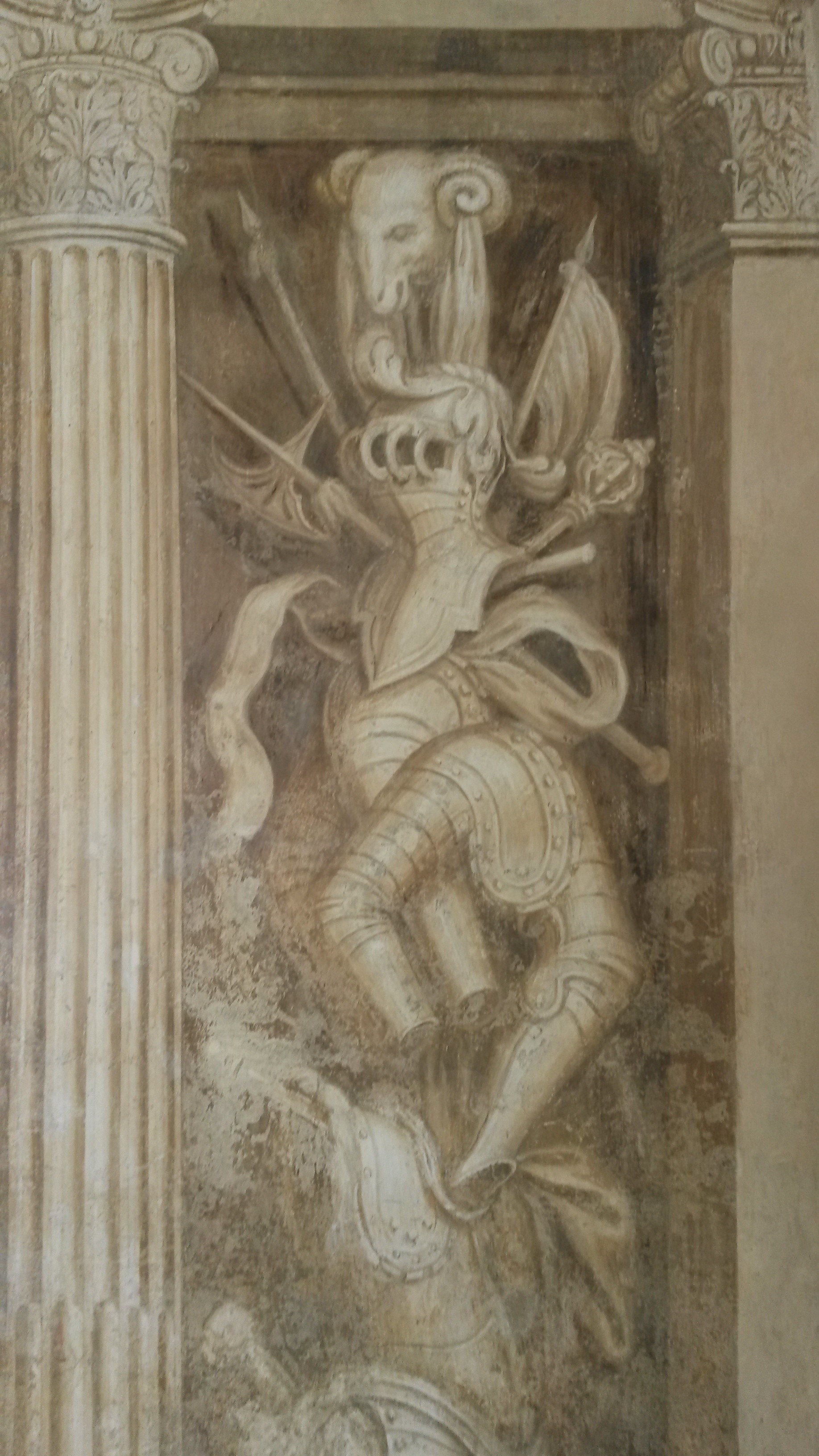
Paolo Farinati, Panoplia, 1590 circa, affresco (restaurato nel 2016).
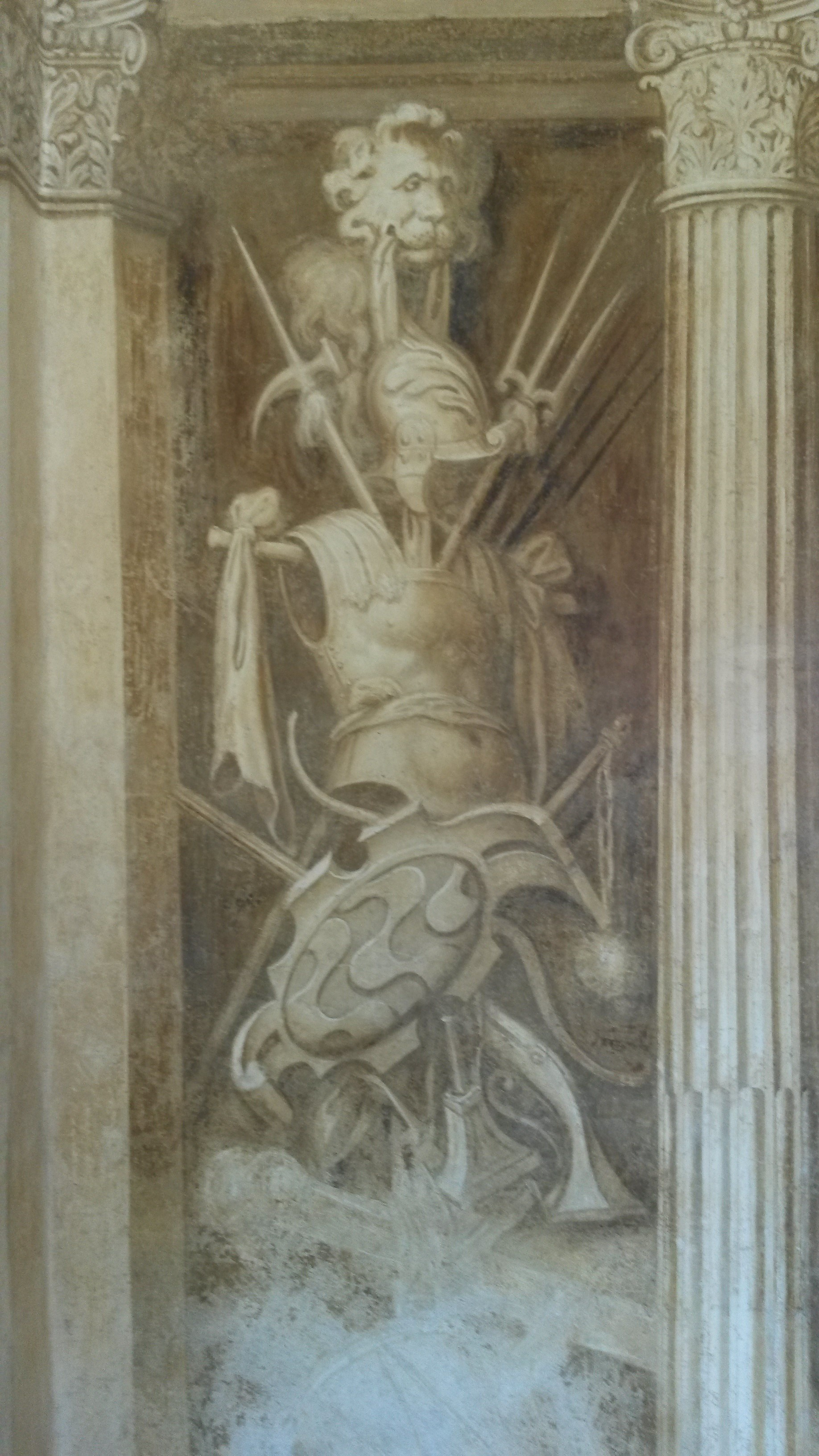
Paolo Farinati, Panoplia con stemma Nichesola, 1590 circa, affresco (restaurato nel 2016).

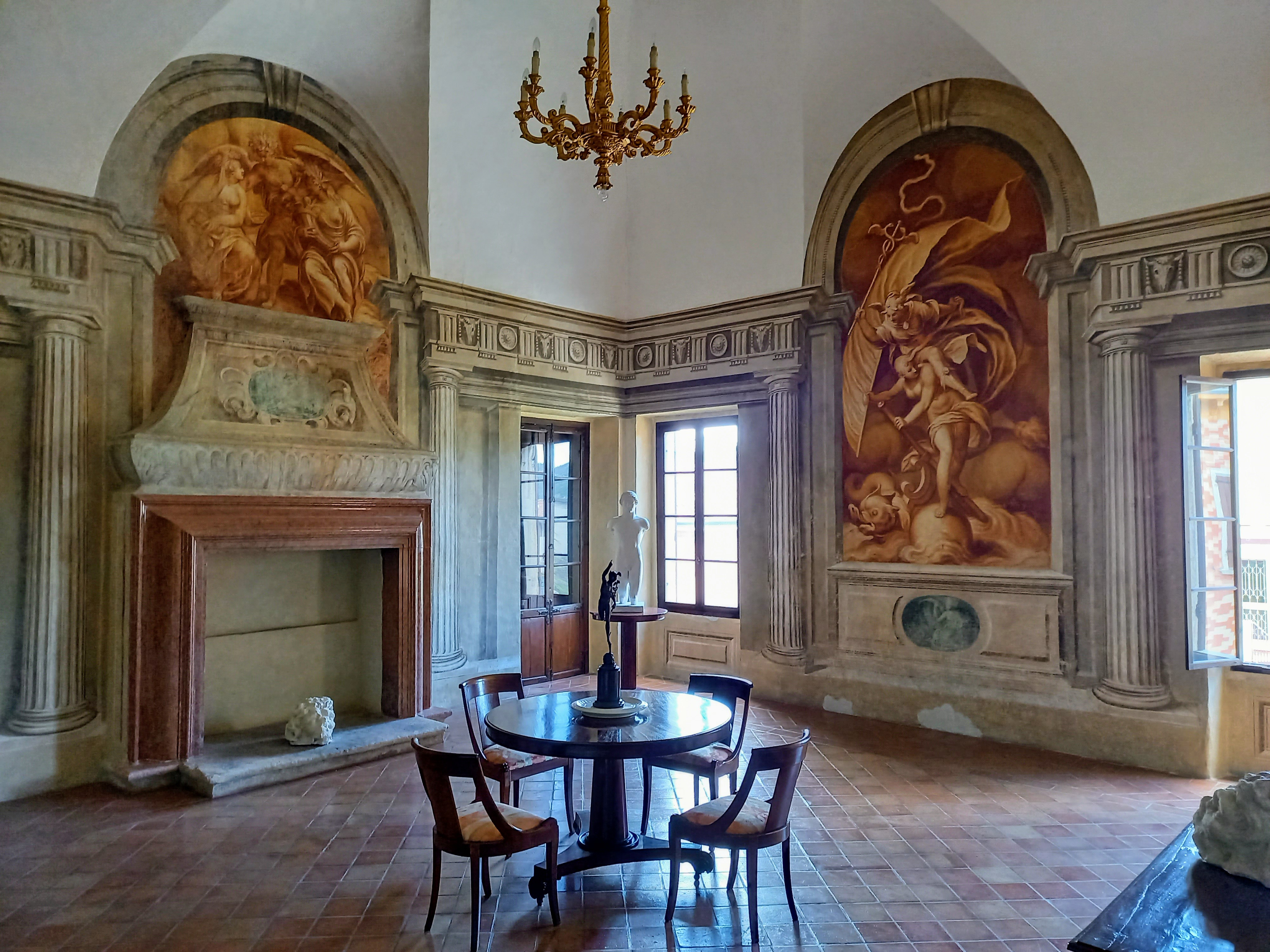
Sala Rossa. Pomona, Estate e Cerere, Mercurio guida la Fortuna. Affreschi di Paolo Farinati, 1590 circa.

### Sala Rossa

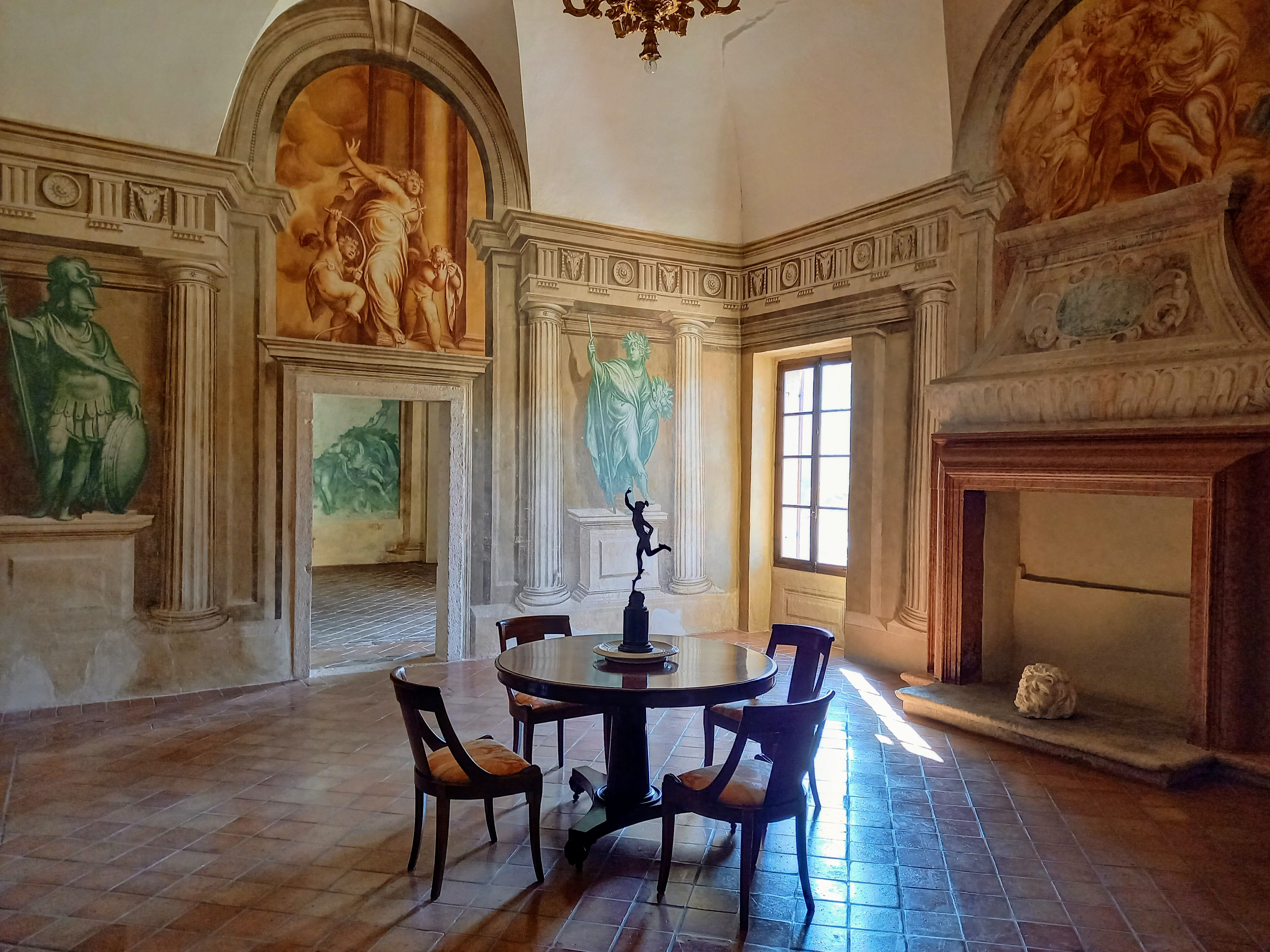
Sala Rossa. Affreschi di Paolo Farinati, 1590 circa. La sala è dipinta a imitazione di un peristilio di ordine dorico.

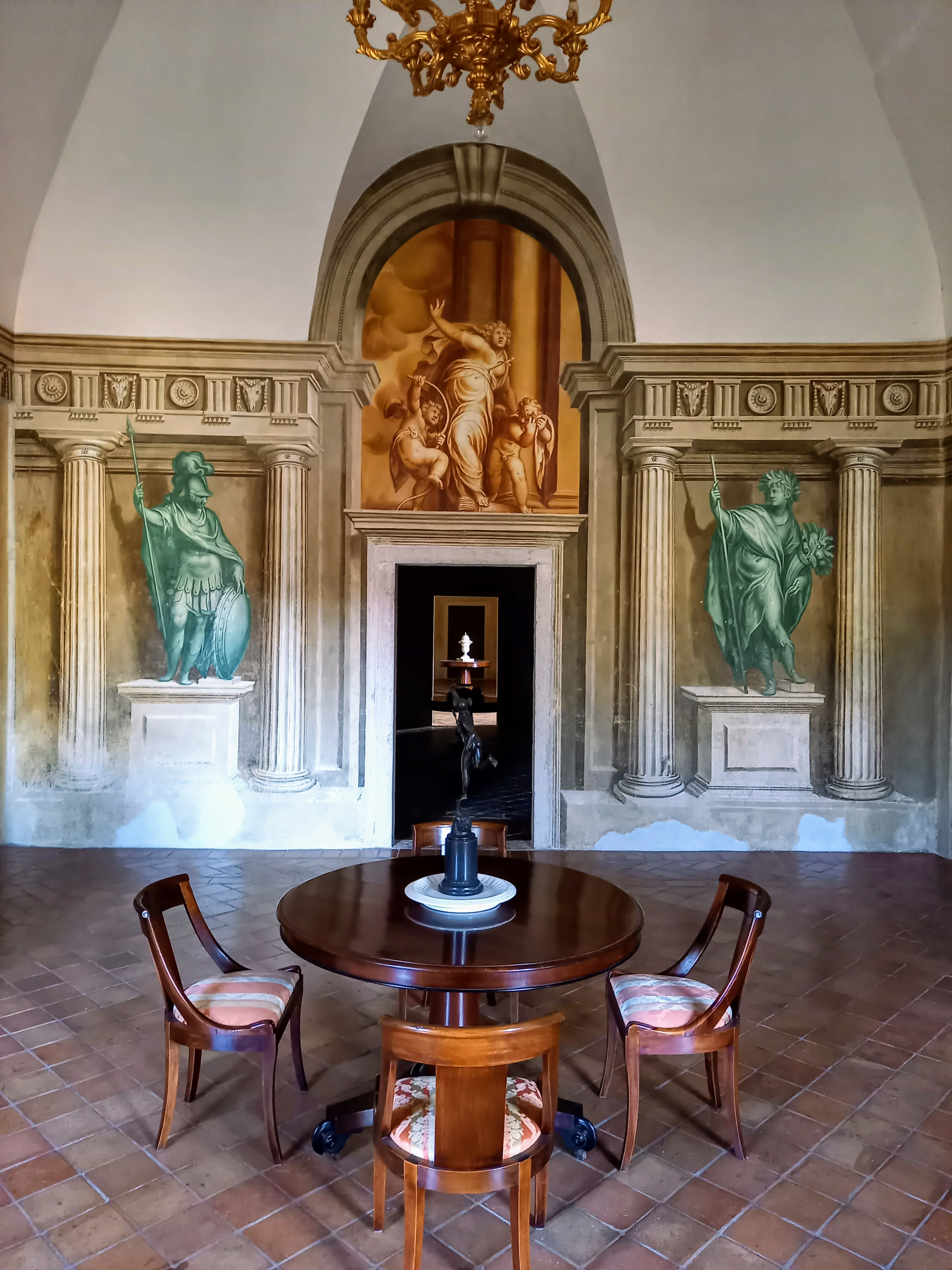
Sala Rossa. Sapienza, Suicidio di Lucrezia Romana, Abbondanza. Affreschi di Paolo Farinati, 1590 circa.

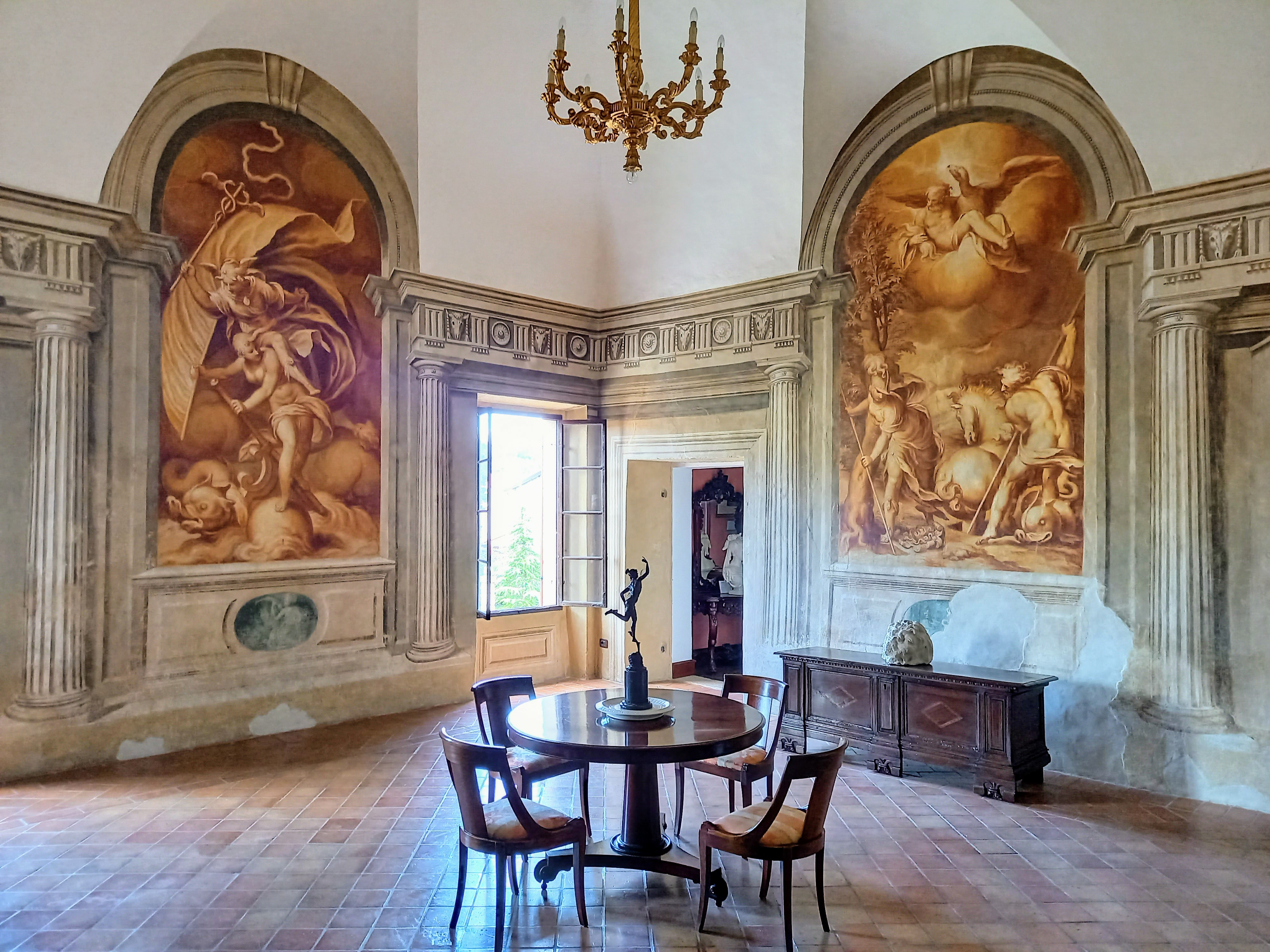
Sala Rossa. Mercurio guida la Fortuna, Contesa fra Atena e Poseidone per il dominio sull'Attica. Affreschi di Paolo Farinati, 1590 circa.

Nella Sala Rossa, intervallate da colonne doriche, sono dipinte le personificazioni della Sapienza (o Minerva) e dell’Abbondanza, su piedistalli, e quattro grandi scene entro aperture ad arco: 
- Contesa fra Atena e Poseidone per il dominio sull’Attica;
- Suicidio di Lucrezia Romana (simbolo di virtù femminile);
- L’Estate fiancheggiata da Pomona e Cerere (celebrazione della stagione tipica del vivere in villa e della fertilità della campagna);
- Mercurio guida la Fortuna (il dio dell’eloquenza e dell’ingegno afferra per il lungo ciuffo la dea Fortuna che naviga nel mare dell’esistenza).

Quest’ultimo affresco, su cui il Farinati appose il proprio contrassegno della “chiocciola”, chiude un ciclo pittorico che esalta virtù e ideali tipici del Rinascimento.

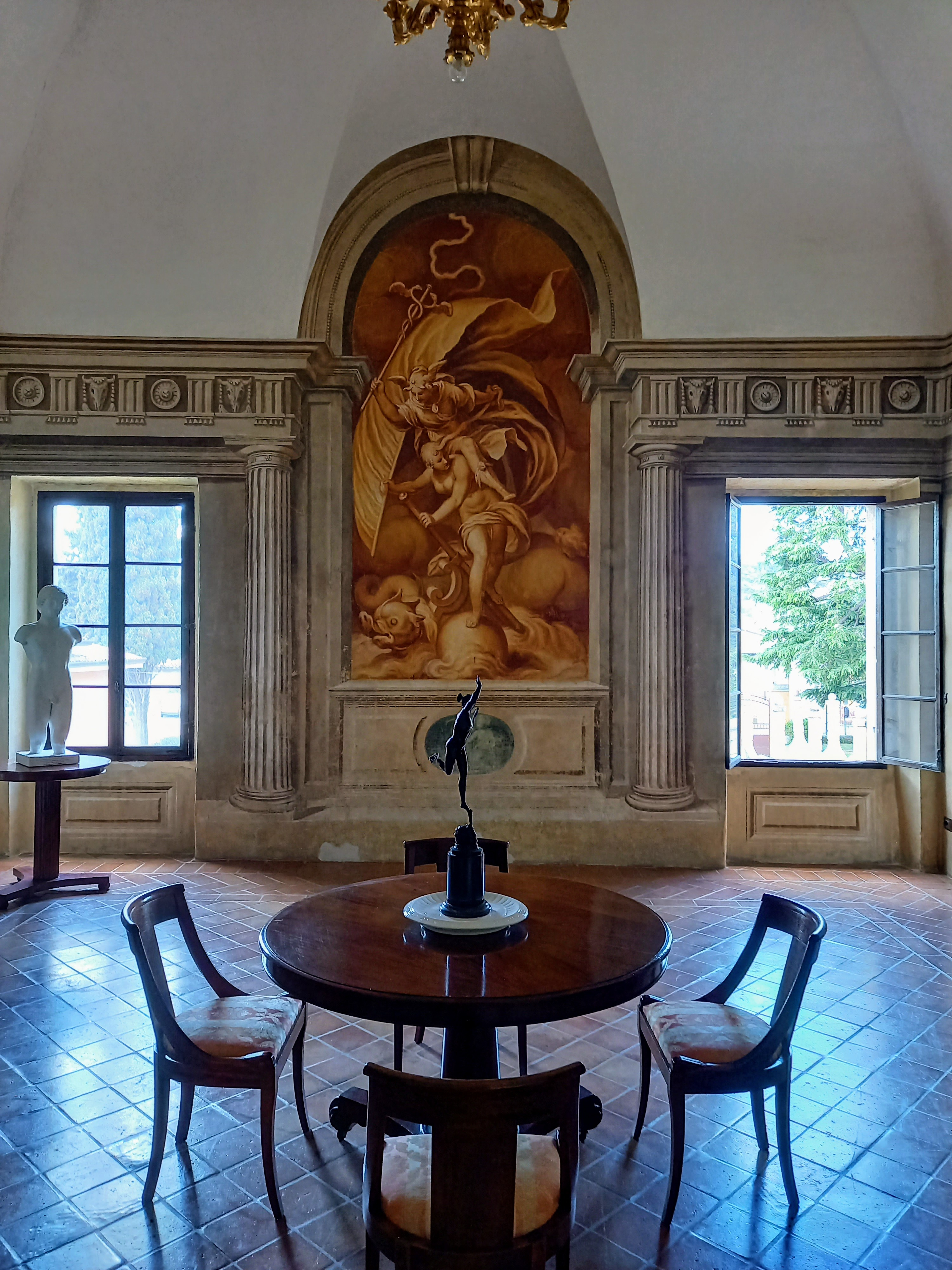
Paolo Farinati, Mercurio guida la Fortuna, 1590 circa, affresco (restaurato nel 2016).
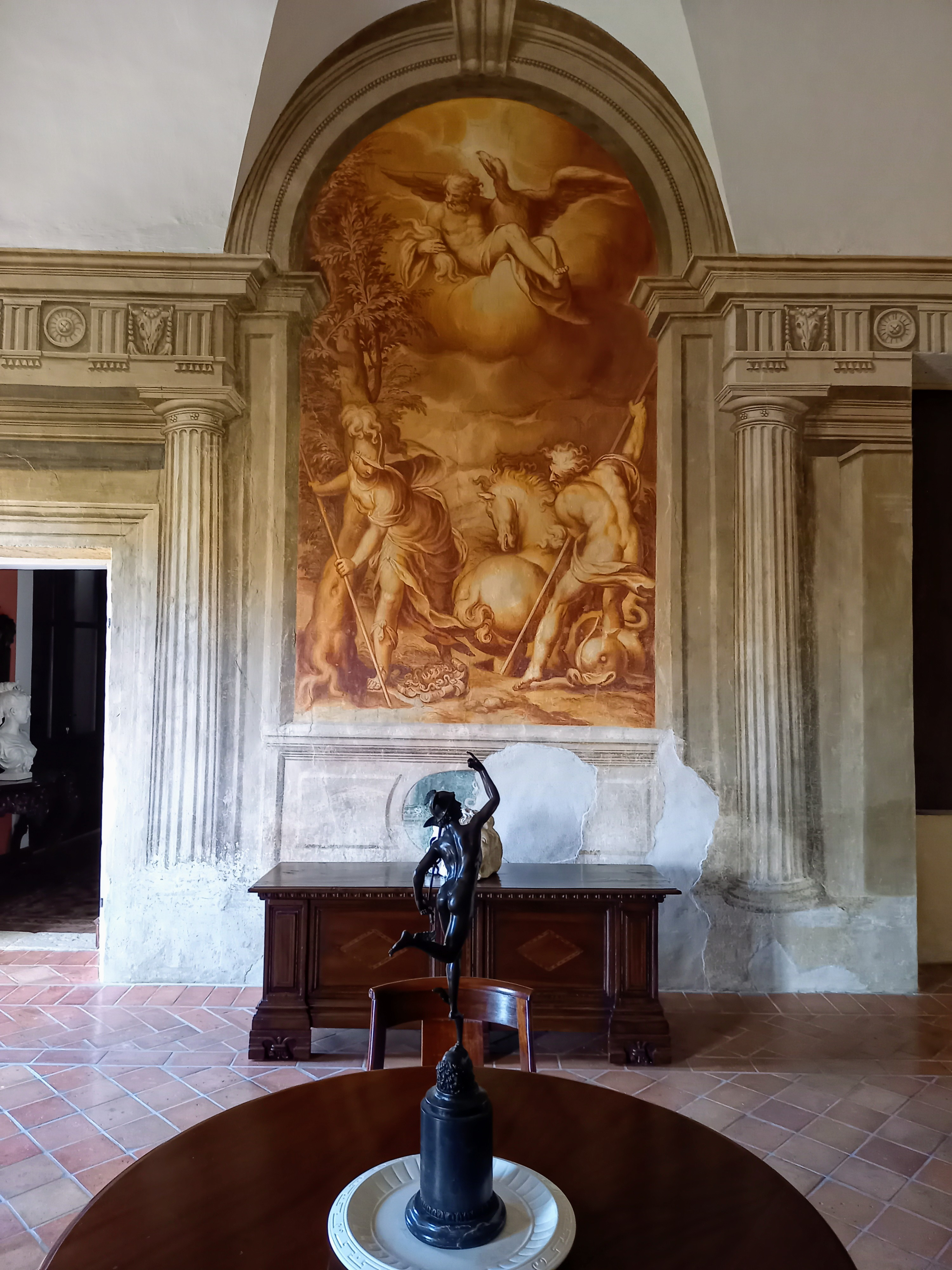
Paolo Farinati, Contesa fra Atena e Poseidone per il dominio sull'Attica, 1590 circa, affresco (restaurato nel 2016).
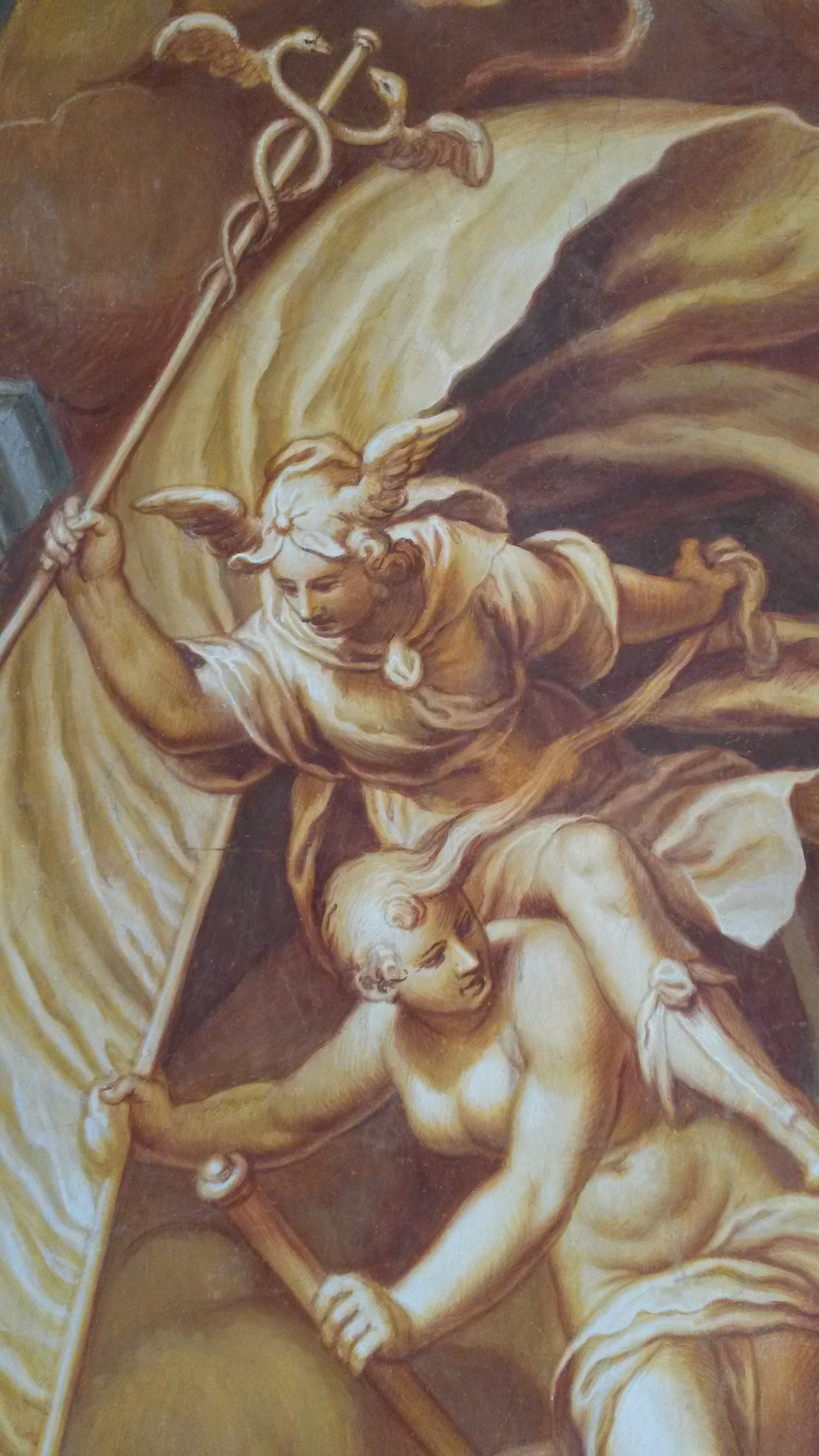
Paolo Farinati, Mercurio che guida la Fortuna (particolare), 1590 circa, affresco (restaurato nel 2016).
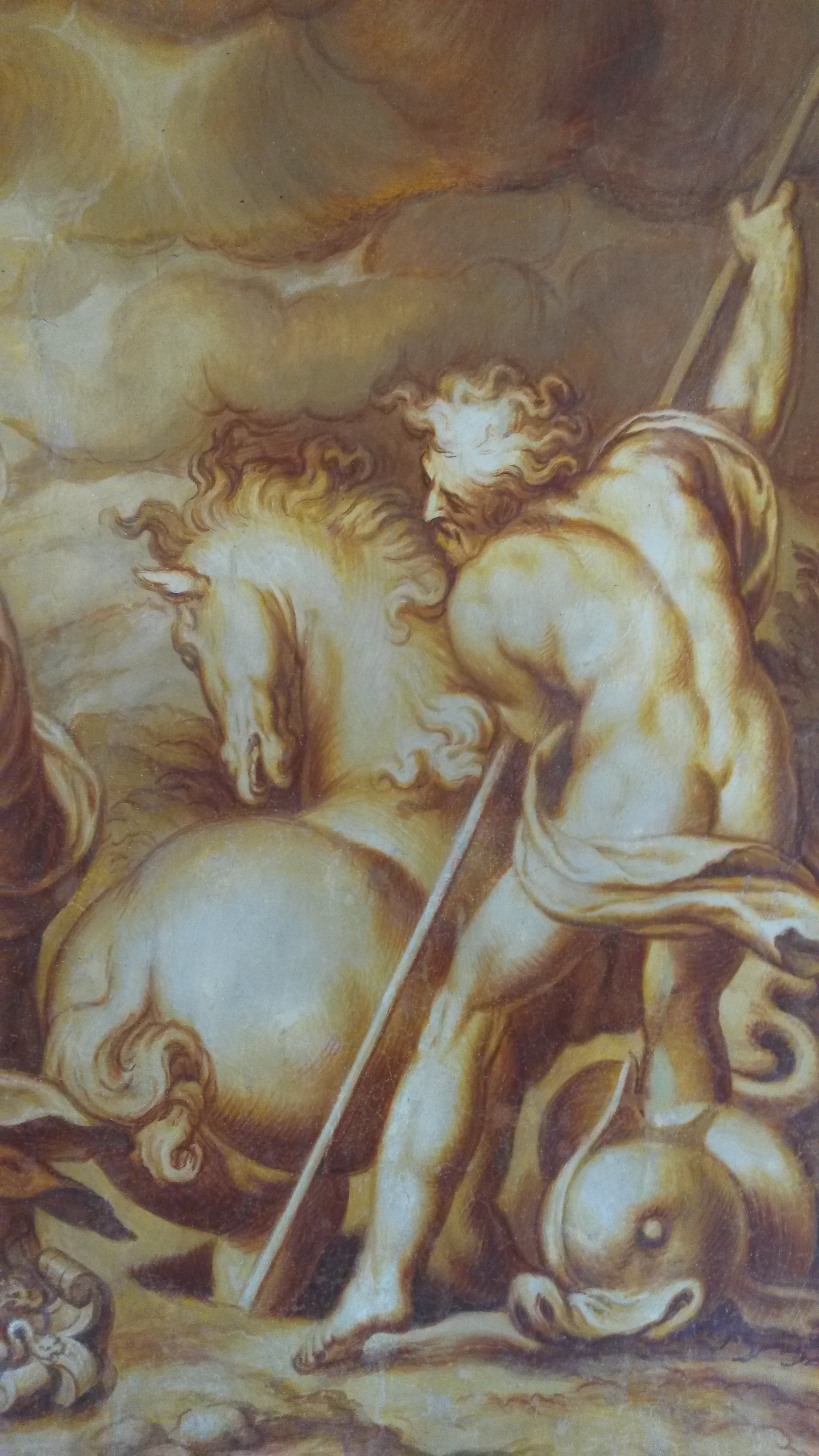
Paolo Farinati, Contesa fra Atena e Poseidone per il dominio sull'Attica (particolare), 1590 circa, affresco (restaurato nel 2016).
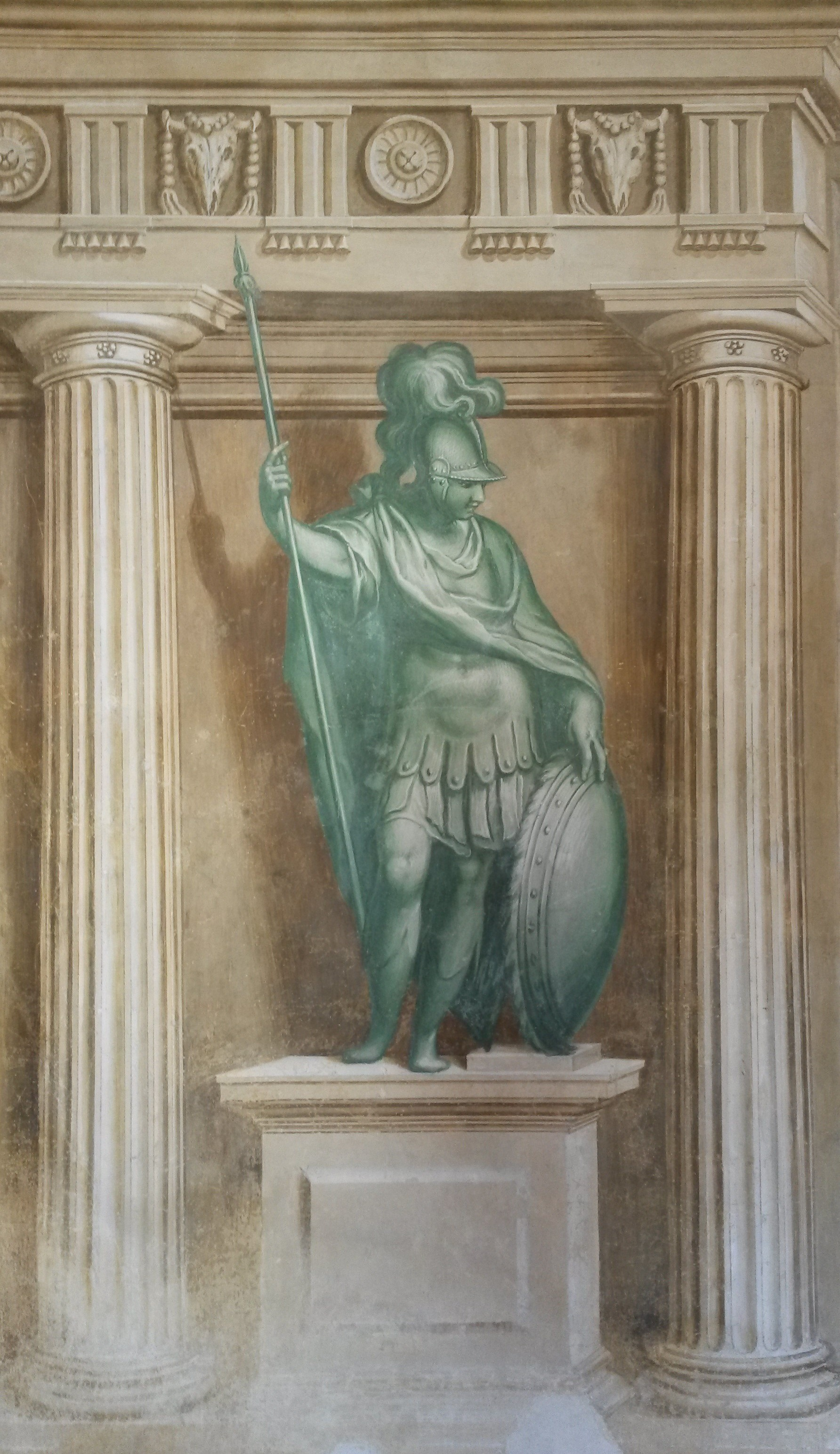
Paolo Farinati, Sapienza (o Minerva), 1590 circa, affresco (restaurato nel 2016).
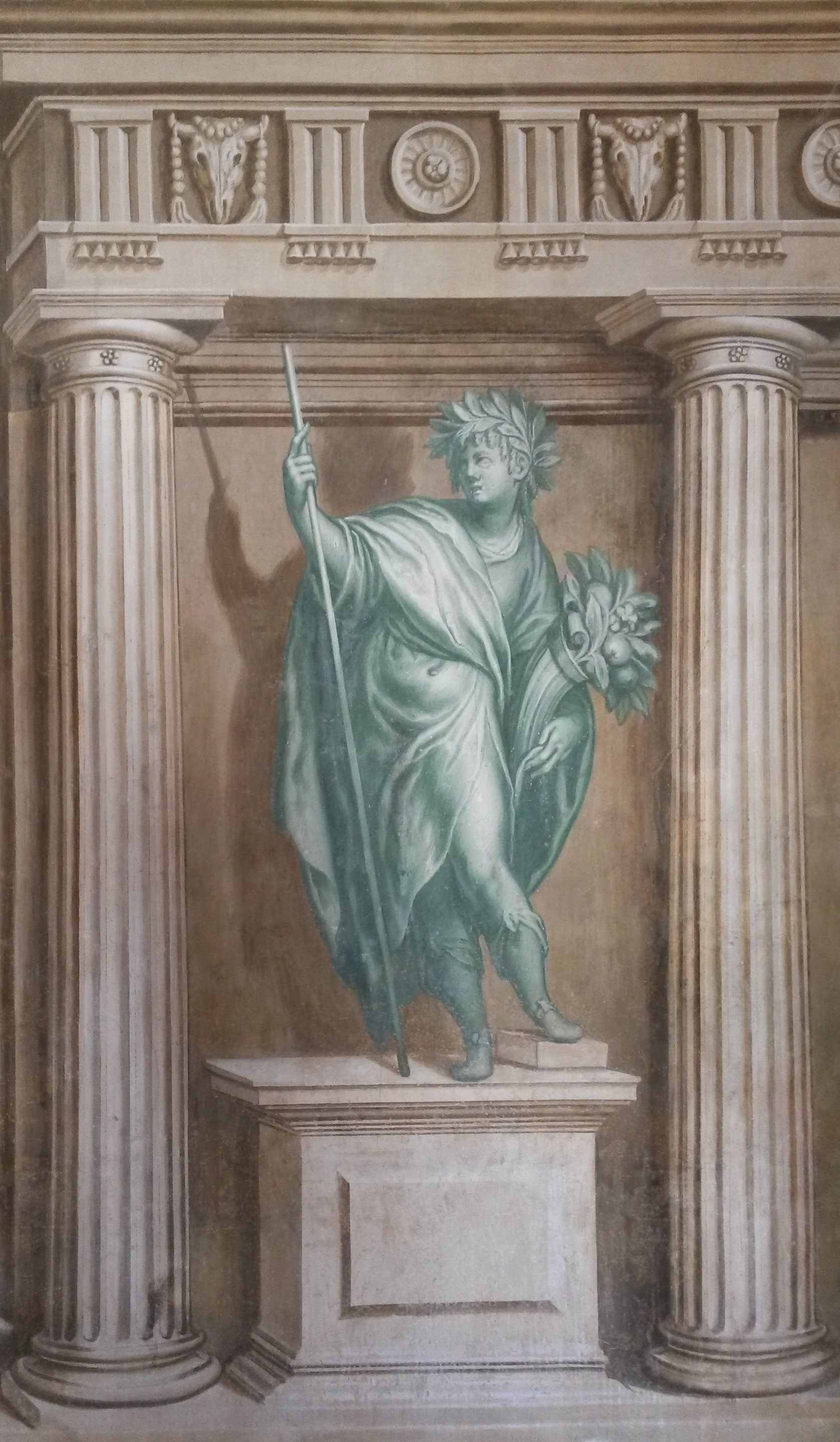
Paolo Farinati, Abbondanza, 1590 circa, affresco (restaurato nel 2016).
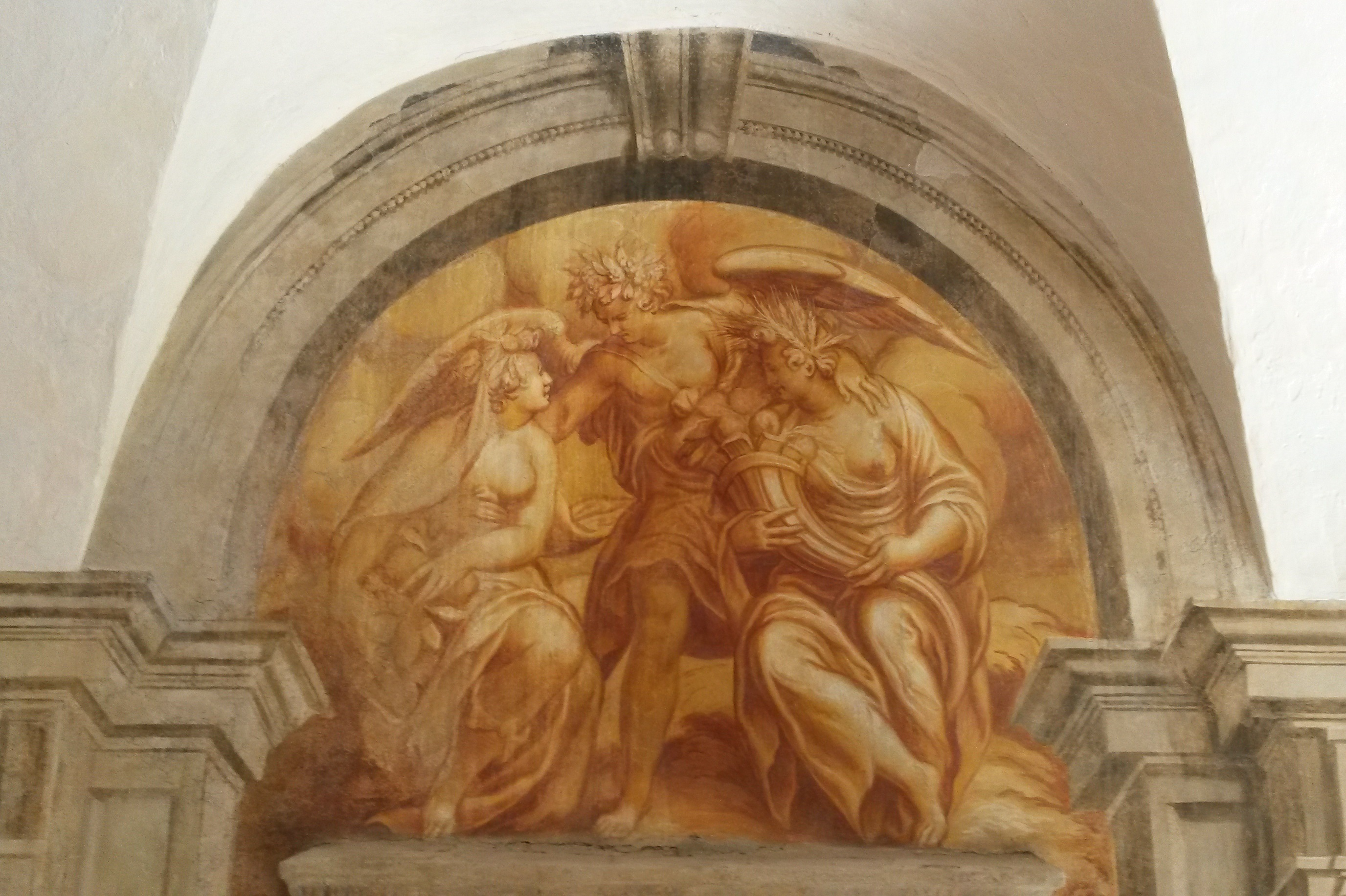
Paolo Farinati, Estate fiancheggiata da Pomona e Cerere, 1590 circa, affresco (restaurato nel 2016).
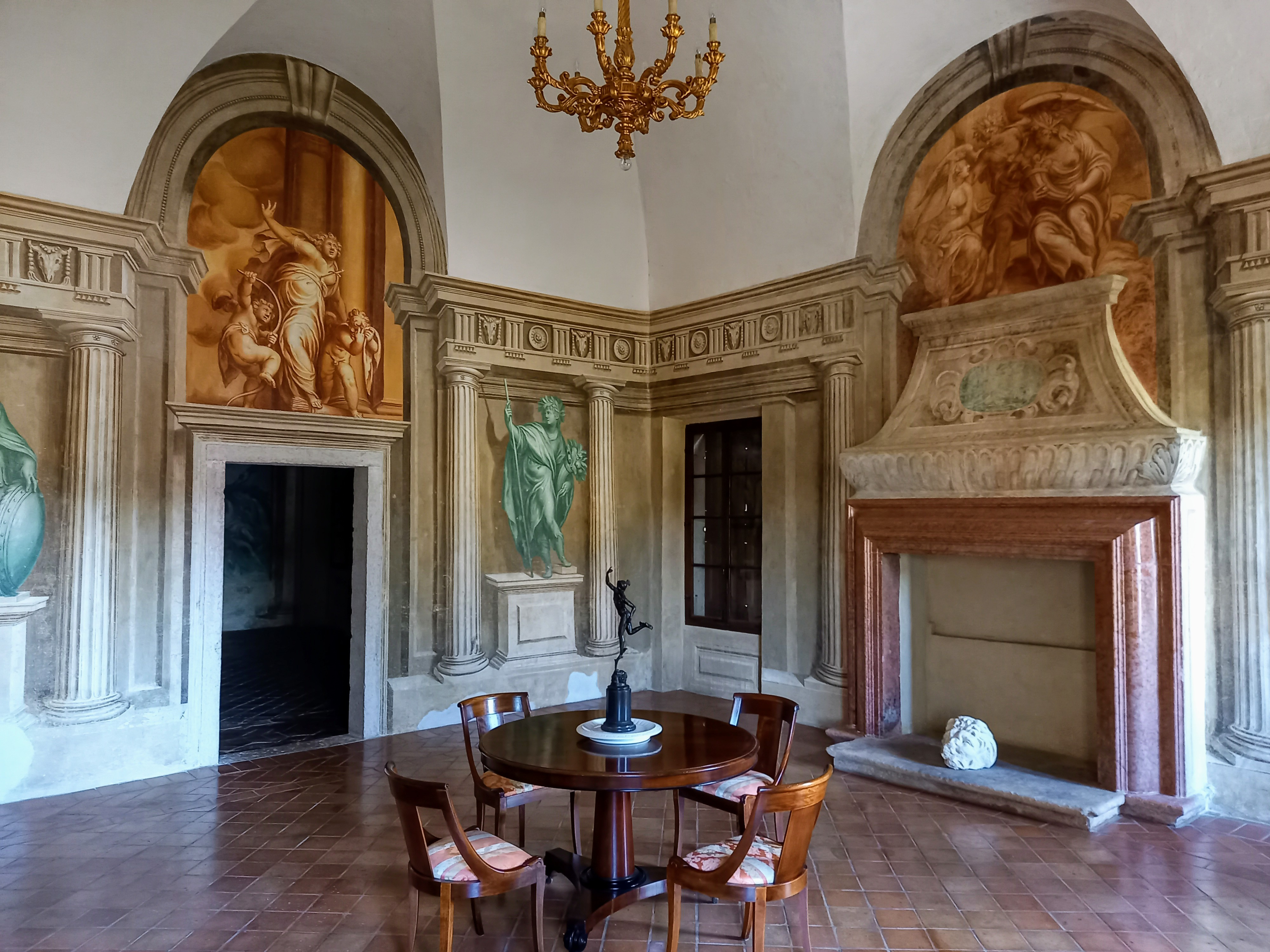
Sala Rossa. Affreschi di Paolo Farinati, 1590 circa.

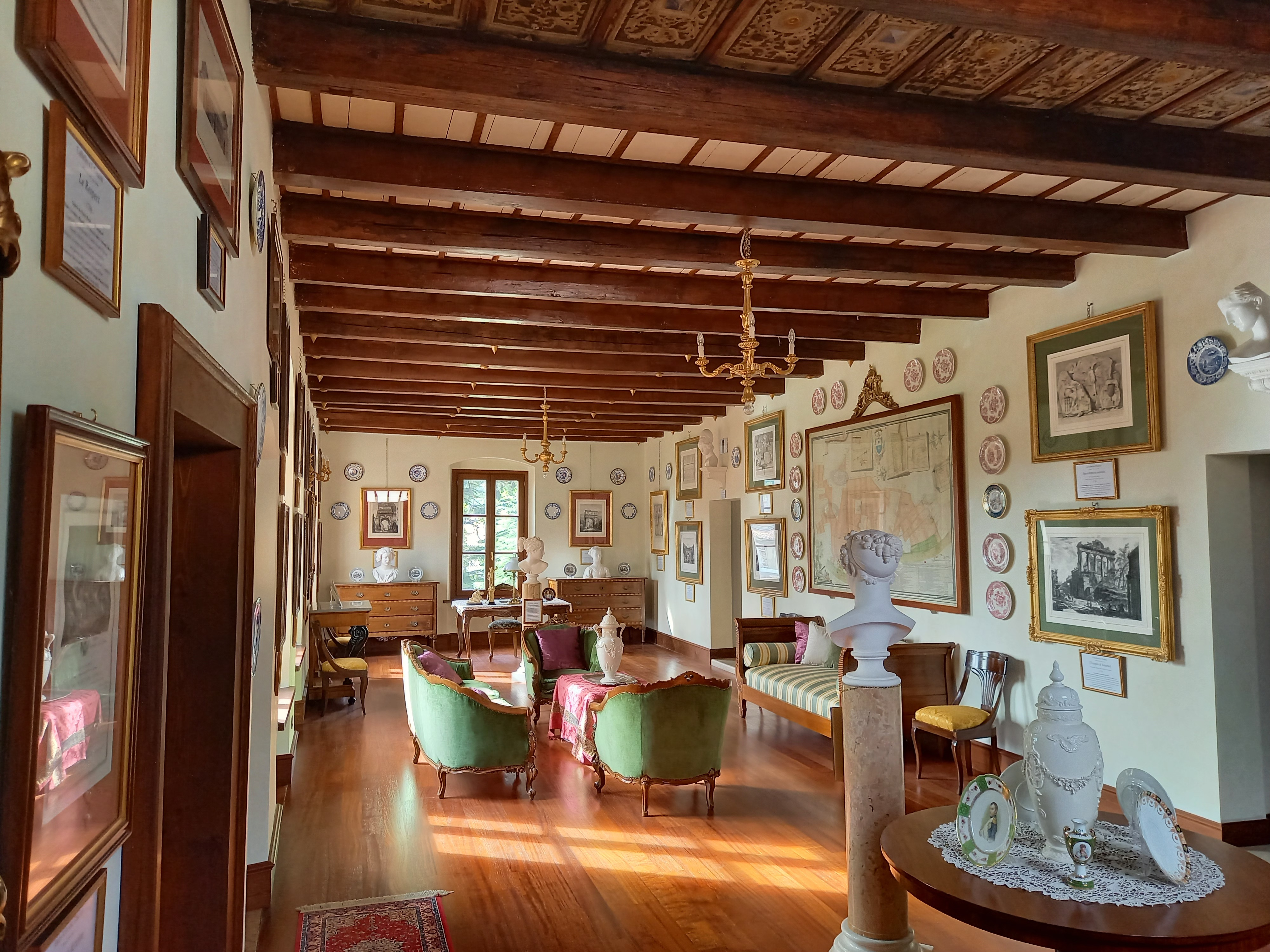
Museo Conforti.

## Museo Conforti

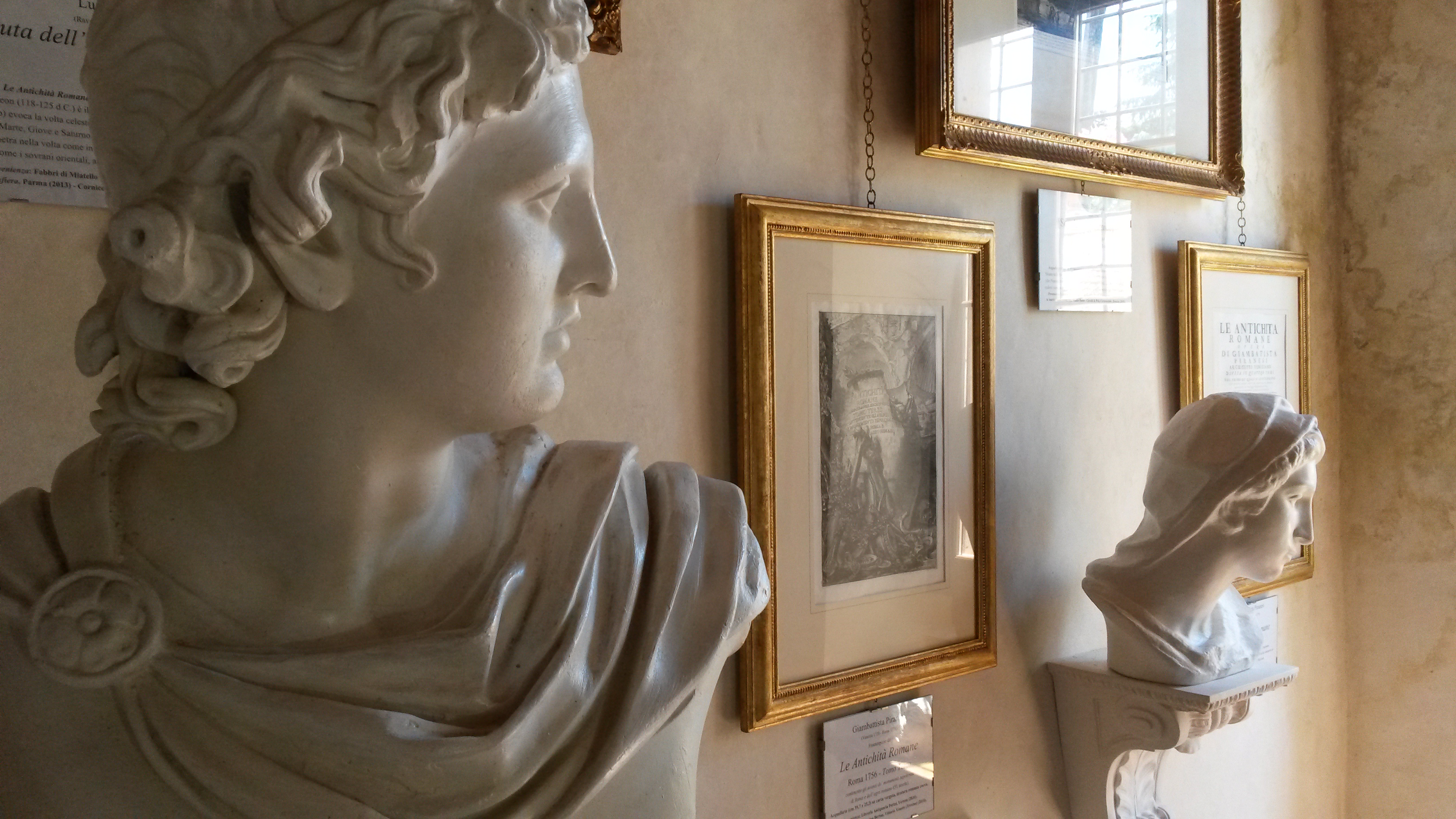
Museo Conforti. Calchi in gesso e stampe antiche.

Il Museo Conforti, allestito a partire dal 2009, comprende una raccolta di stampe antiche e una gipsoteca, raccolta di calchi in gesso (torsi, busti, teste) da sculture di età classica e rinascimentale.
La raccolta di stampe antiche comprende incisioni all'acquaforte di vari autori, quali Giambattista Piranesi, Francesco Piranesi, Luigi Rossini, Giovanni Volpato, Antonio Capellan, Domenico Cunego, Ferdinando Gregori, Nicolas Gabriel Dupuis, François Joullain, Louis Jacob, François Perrier, Adolf Closs, Friedrich Weber, Bernard Baron e Johann Sebastian Müller.

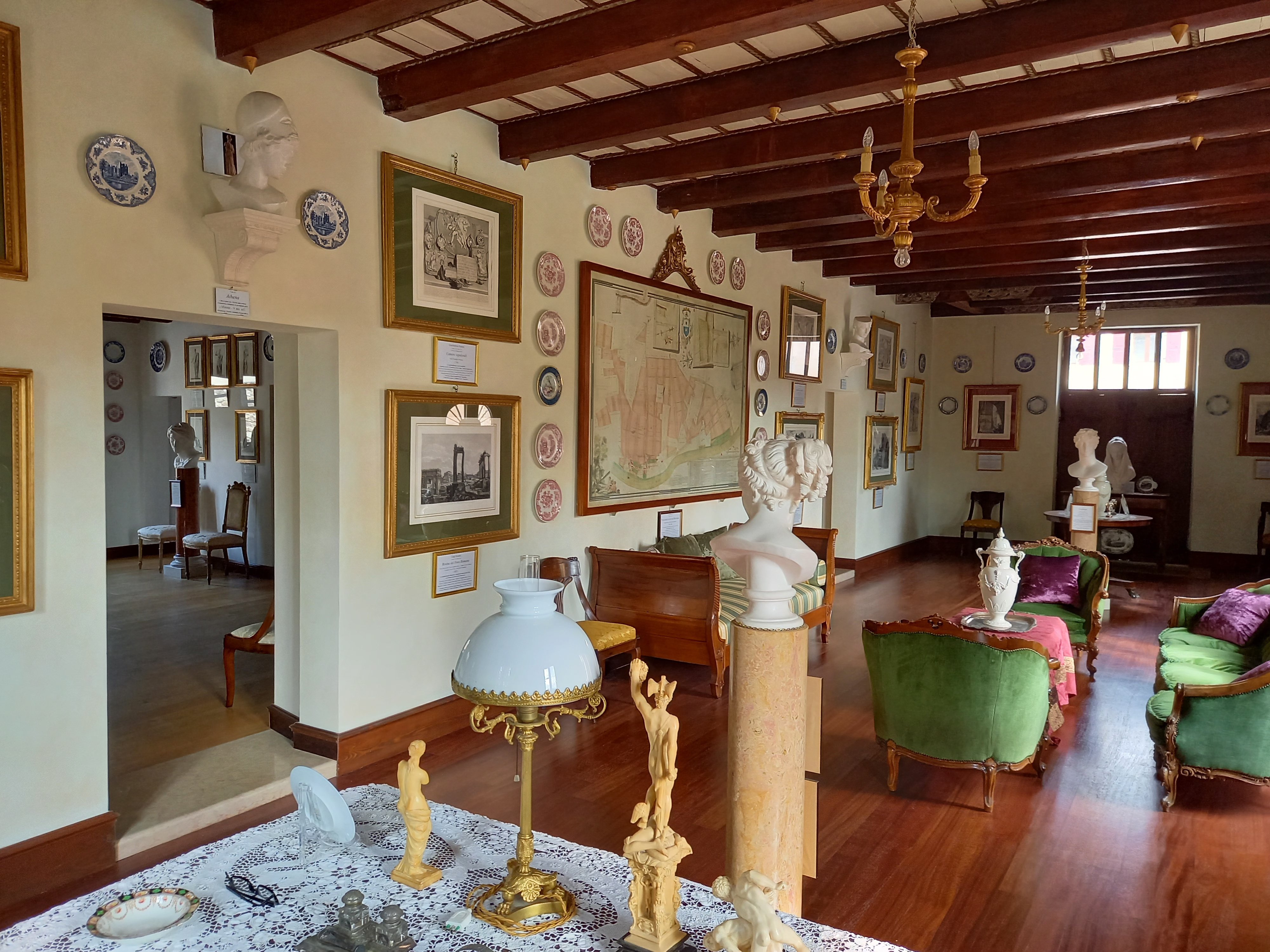
Museo Conforti.
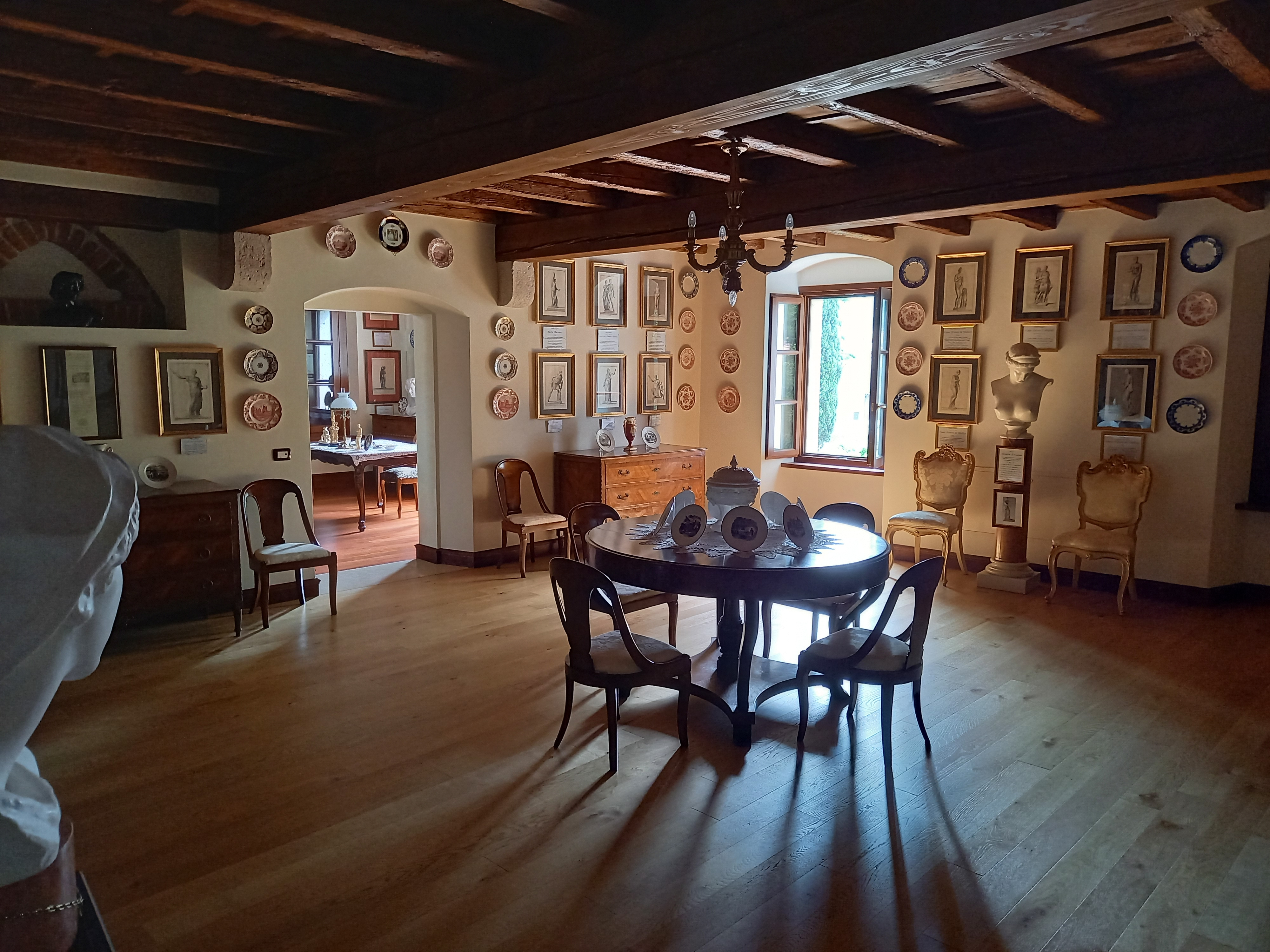
Museo Conforti.
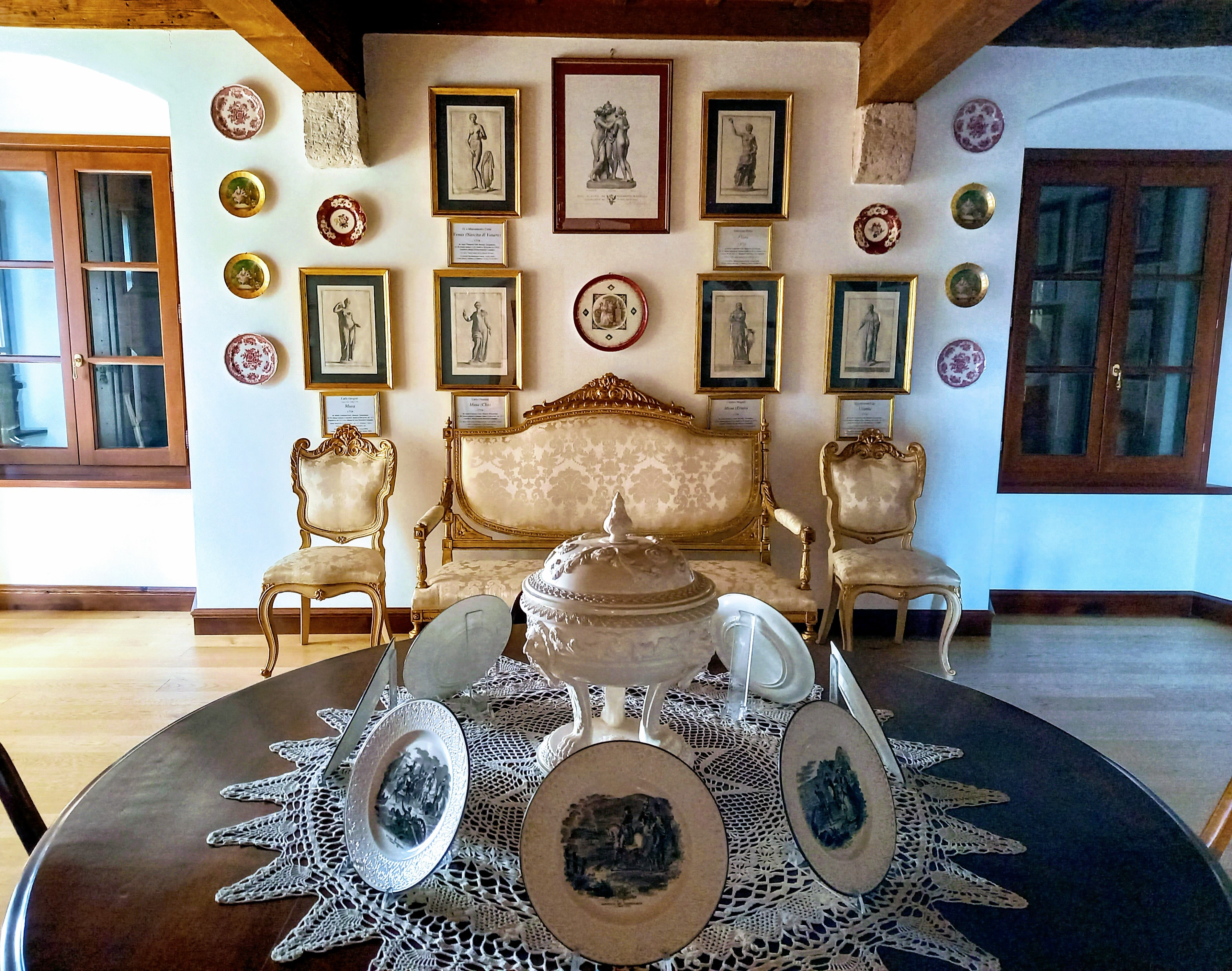
Museo Conforti.
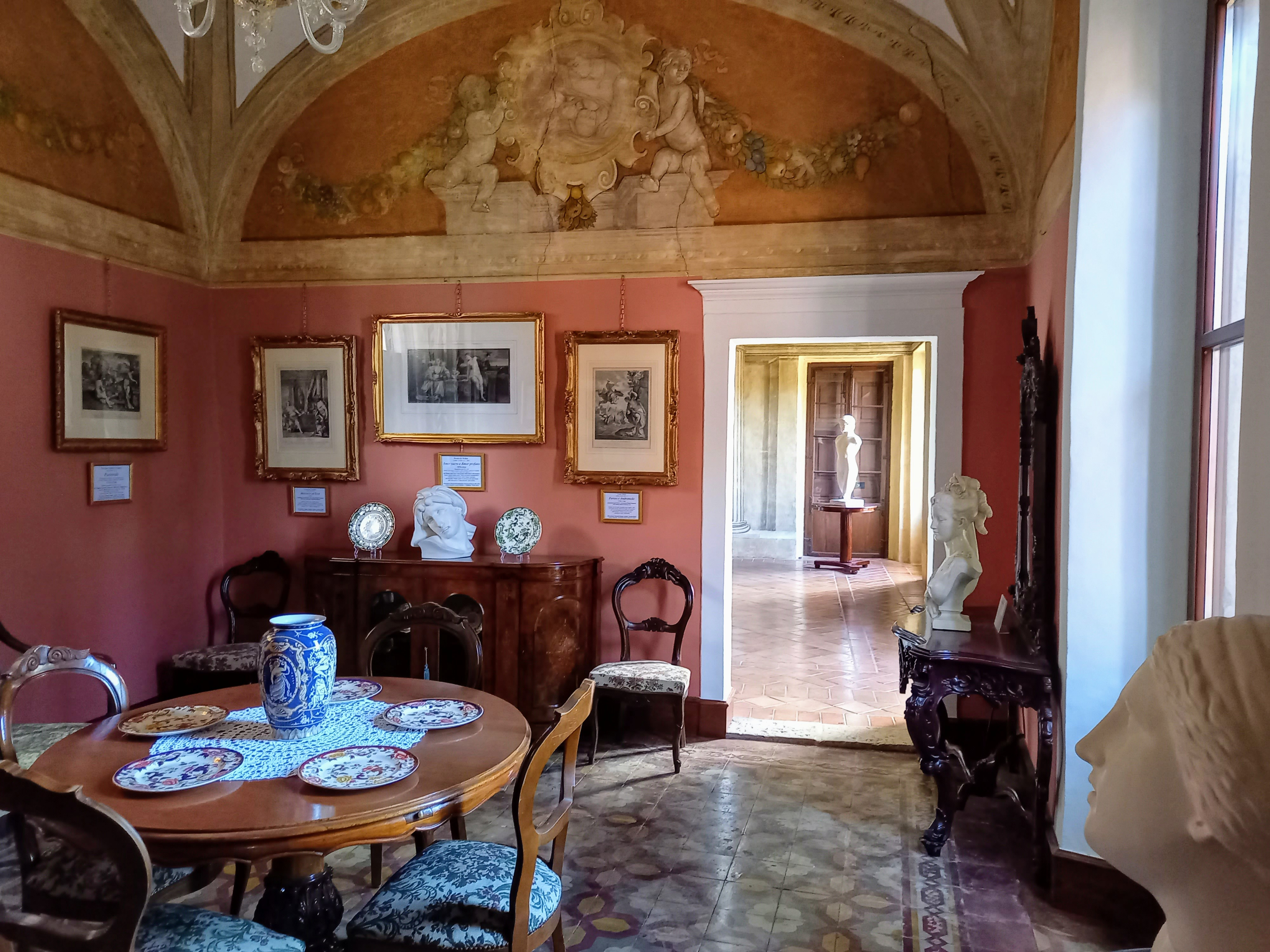
Sala Maternità. Decorazioni Liberty.